# Bosra
Bosra (a veces llamada Bostra, en árabe بصرى) es una ciudad del sur de Siria, en la Gobernación de Dar'a, capital de la fértil región de Haurán, situada a 150 kilómetros de Damasco, sobre una meseta basáltica. Su ciudad antigua fue declarada Patrimonio de la Humanidad por la Unesco en 1980. El 20 de junio de 2013, la Unesco incluyó a todos los sitios sirios en la lista del Patrimonio de la Humanidad en peligro para alertar sobre los riesgos a los que están expuestos debido a la guerra civil siria.
Sus rocas negras, empleadas en la construcción desde hace siglos, confieren a toda la región una gran originalidad. Además, la resistencia del basalto ha mantenido los monumentos en un estado de conservación admirable.
Antigua capital de la provincia romana de Arabia e importante etapa en la antigua ruta caravanera de La Meca, Bosra conserva, encerrados en sus gruesas murallas, un magnífico teatro romano del siglo II, ruinas nabateas, romanas y bizantinas y varias mezquitas.
La ciudad moderna se ha desarrollado sobre los restos de la ciudad antigua, prácticamente despoblada hacia finales del siglo XIX, por lo que ambas sólo tienen en común el nombre y las piedras de construcción. Pero el fantasma de la gran ciudad antigua planea sobre las casas bajas, muy encerradas hacia el interior, sobre las mezquitas, los minaretes, las puertas, los restos de viejas casas e iglesias. En los callejones estrechos y sinuosos, columnas antiguas se alzan en los lugares más imprevistos; y en el centro se alza la enorme y severa ciudadela árabe, construida alrededor del elegante teatro romano.
Es sede de dos Archidiócesis Metropolitanas, una subordinada al Patriarcado greco-ortodoxo de Antioquía, y la otra al Patriarcado greco-católico melquita.

## Historia

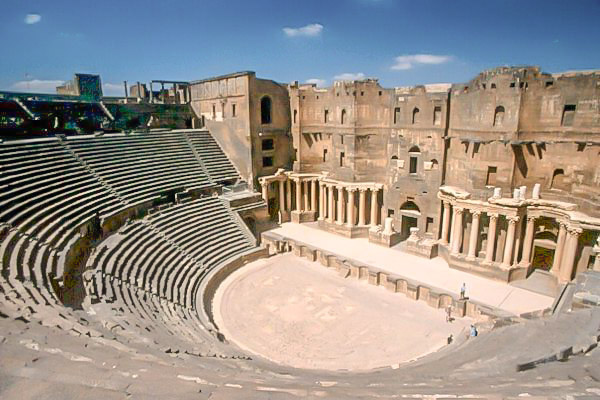
El teatro romano de Bosra.

Bosra fue una ciudad muy próspera. Paso obligado de las caravanas procedentes de Arabia, su importancia comercial fue enorme, y llegó a contar 50.000 habitantes.
Mencionada por primera vez en las Cartas de Amarna (siglo XIV a. C.), con el nombre de Busrana, no se desarrolla realmente hasta el siglo II a. C., cuando se convierte en capital norte de los nabateos, aunque el título oficial no le fue otorgado hasta el siglo I, bajo Rabbel II.
En 106 se convirtió en la capital de la provincia romana de Arabia Pétrea, creada por Trajano después de la anexión del reino nabateo. Al estar situada en una importante vía de comunicación, la Via Nova Trajana, más de 5000 legionarios se instalaron en ella, y pronto se convirtió en la guarnición definitiva de la Legio III Cyrenaica. Engrandecida y embellecida con edificios públicos organizados alrededor de un cardo y un decumano, fue rebautizada Nova Trajana Bostra por Trajano entre 98 y 117. Durante ese mismo siglo, se construyó el gran teatro de 17.000 plazas, uno de los mayores del oriente romano, que se ha conservado casi intacto hasta nuestros días.
Desde principios del siglo III, el cristianismo, en plena expansión, modifica el paisaje urbano: Se construyen numerosas iglesias y una catedral dedicada a los santos Sergio, Baco y Leoncio.
Hacia el año 500, en el Imperio romano de Oriente los obispos y su clero habían asumido muchas de las obligaciones anteriormente competencia de los consejos municipales. En Bosra el obispo construyó su propia cárcel, en la que debía alojar y alimentar a los delincuentes que esperaban su juicio.
En el siglo VI Bosra fue la capital de los gasánidas, una tribu árabe cristiana monofisita que formó un pequeño estado cliente de Bizancio en la zona fronteriza del desierto sirio.
El monarca sasánida Cosroes II invadió Siria en 611, conquistando Jerusalén en 614 y Egipto en 619. Sólo en 628 logró el emperador Heraclio derrotar a los persas y restablecer la antigua frontera entre ambos imperios. En 629 se negoció la retirada de los ejércitos persas de Siria y Egipto, y se emprendió el restablecimiento del dominio bizantino en las provincias recién recuperadas.
Según la tradición musulmana, fue durante una visita a Bosra realizada durante su juventud que Mahoma (ca. 570-632) fue introducido al monoteísmo por el monje cristiano Bahira. Bosra fue la primera ciudad bizantina de importancia en ser tomada por los musulmanes, en el año 634. No está claro si contaba con una guarnición militar bizantina, pero parece haber ofrecido poca resistencia a los invasores árabes. Tras la conquista de la ciudad, la región se convirtió en un campo de batalla entre musulmanes y bizantinos, que se disputaban el control de Siria.
Se construyeron treinta y seis mezquitas, entre ellas la de Omar, y numerosos cristianos se convirtieron al islam. Los selyúcidas gobernaron la ciudad desde finales del siglo XI, restablecieron su prosperidad y la protegieron de los cruzados.
Nur al-Din fortificó el teatro romano y lo convirtió en una auténtica ciudadela, que no fue conquistada hasta la llegada de los mongoles. Baibars la restauró en 1261.
Cuando la ruta de La Meca se desvió de Bosra, en parte para evitar el bandolerismo en la región de Haurán, la ciudad perdió su importancia y quedó reducida a un pequeño pueblo, que no volvió a cobrar auge hasta que, en 1886, miles de drusos se instalaron en el lugar.

## Galería

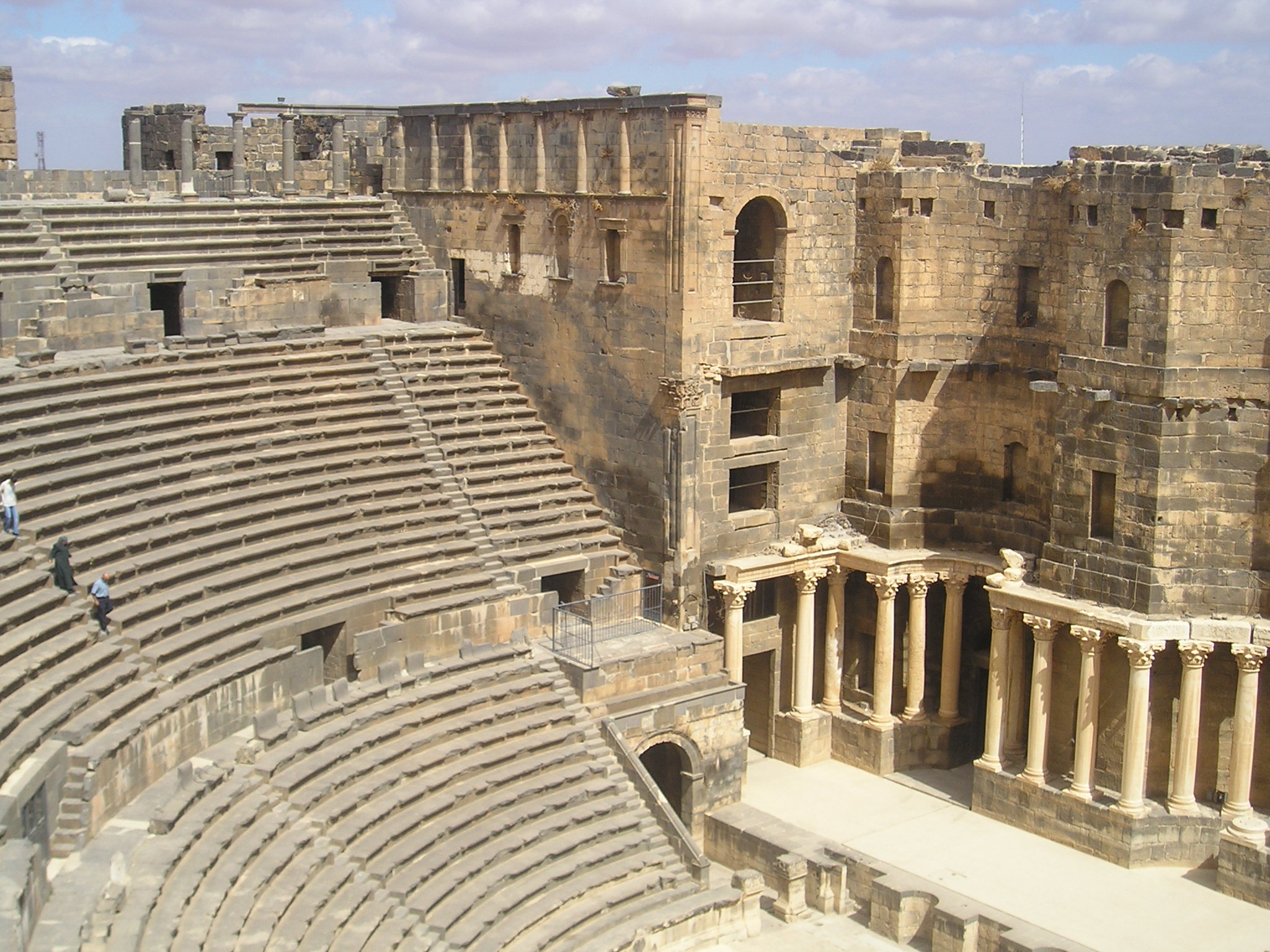
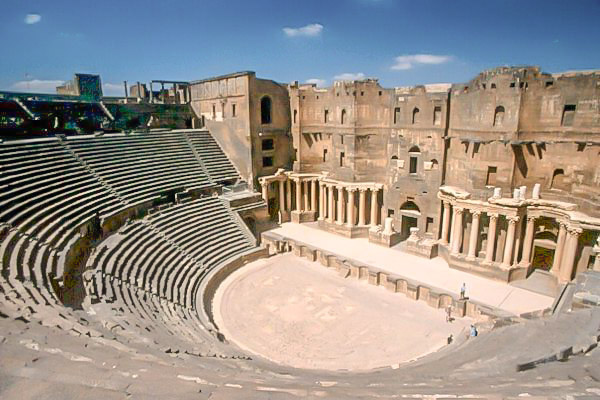
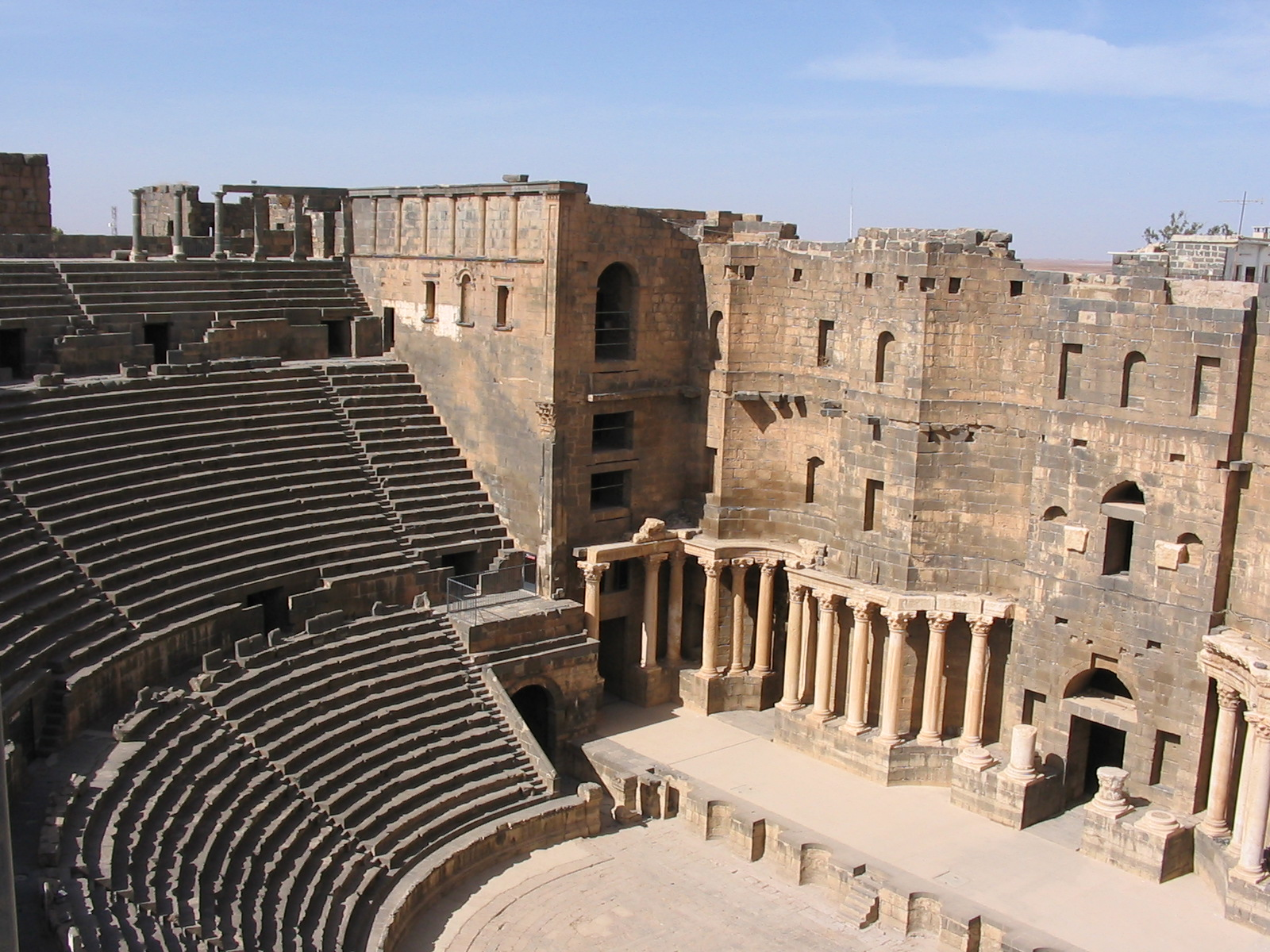
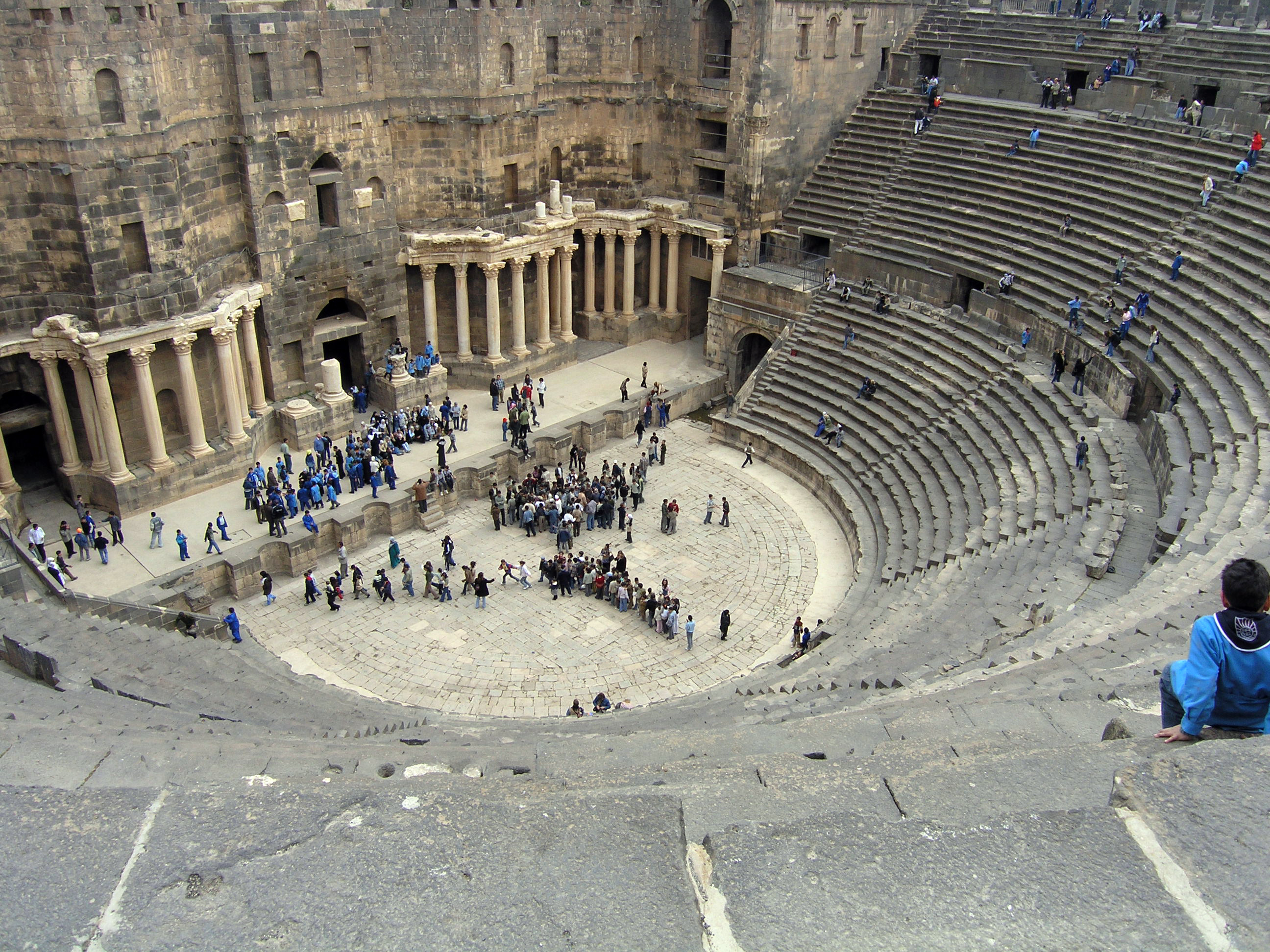
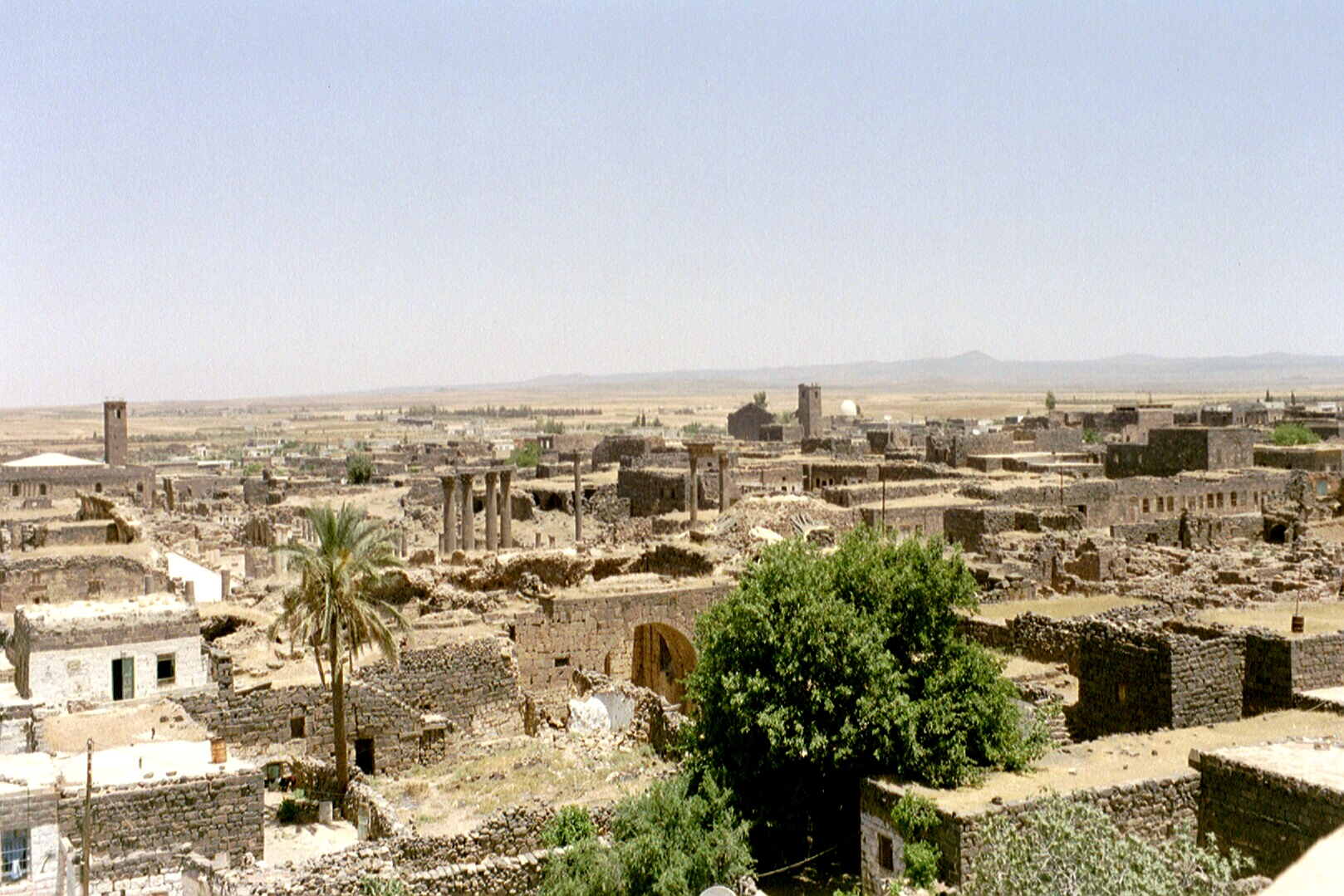
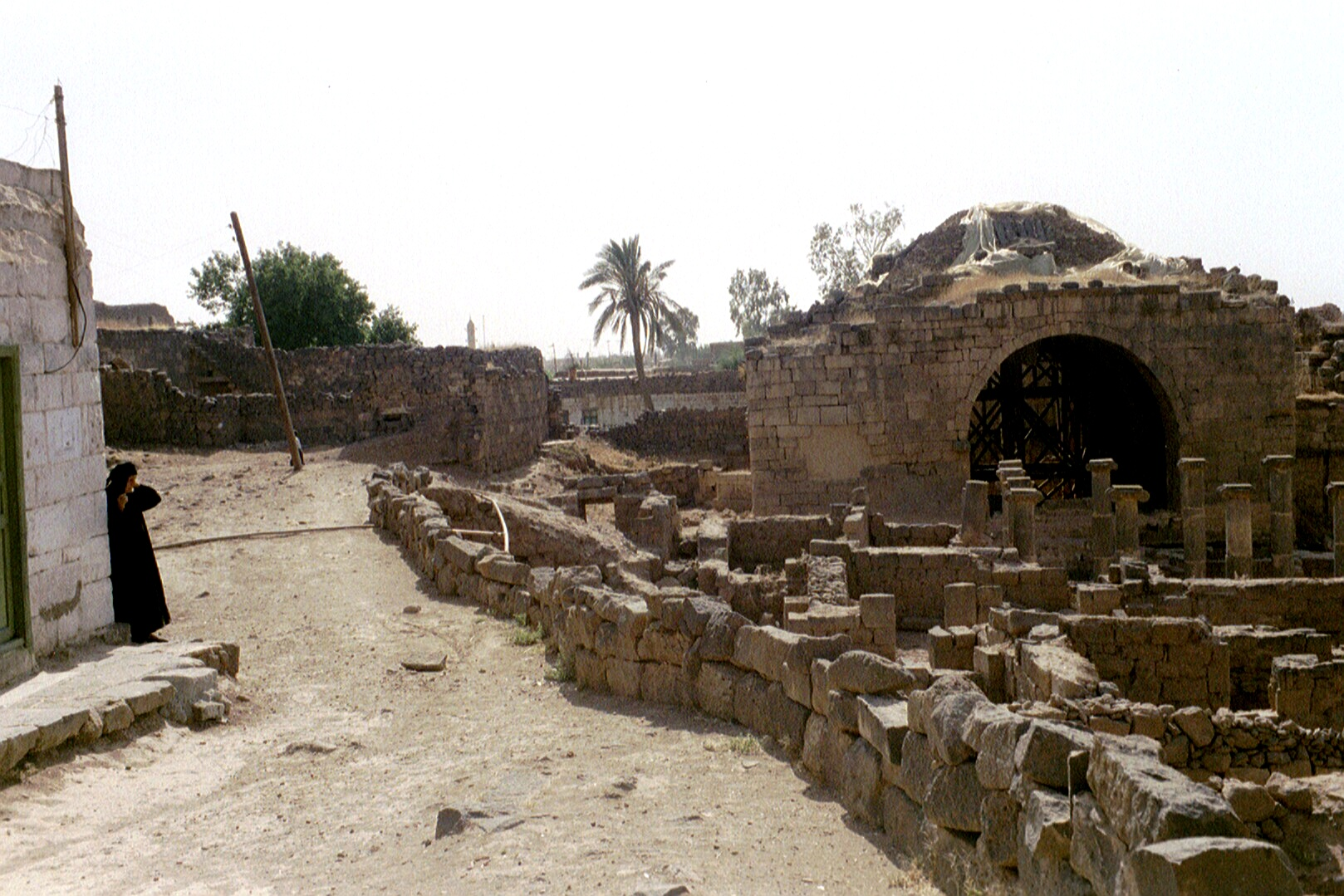
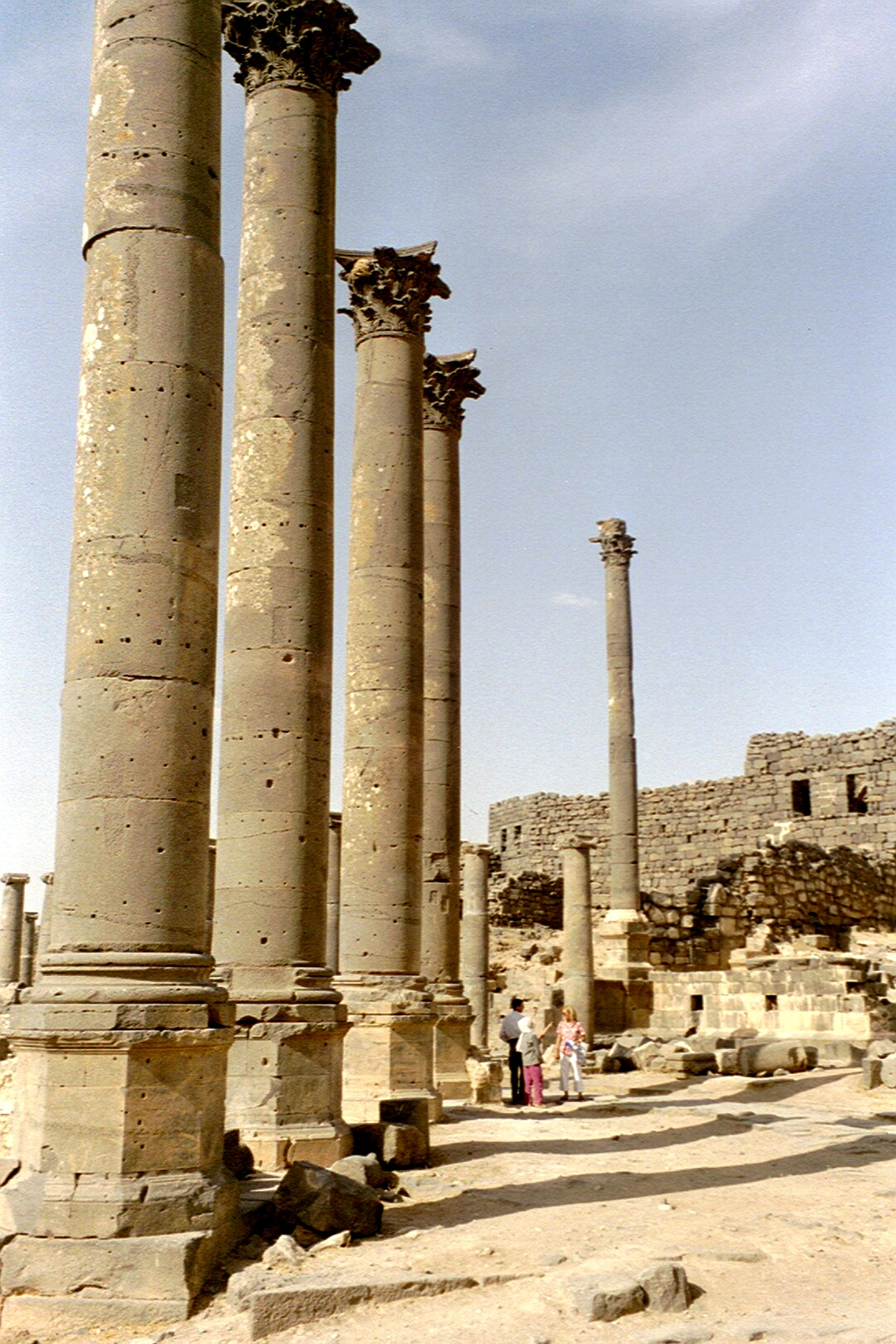
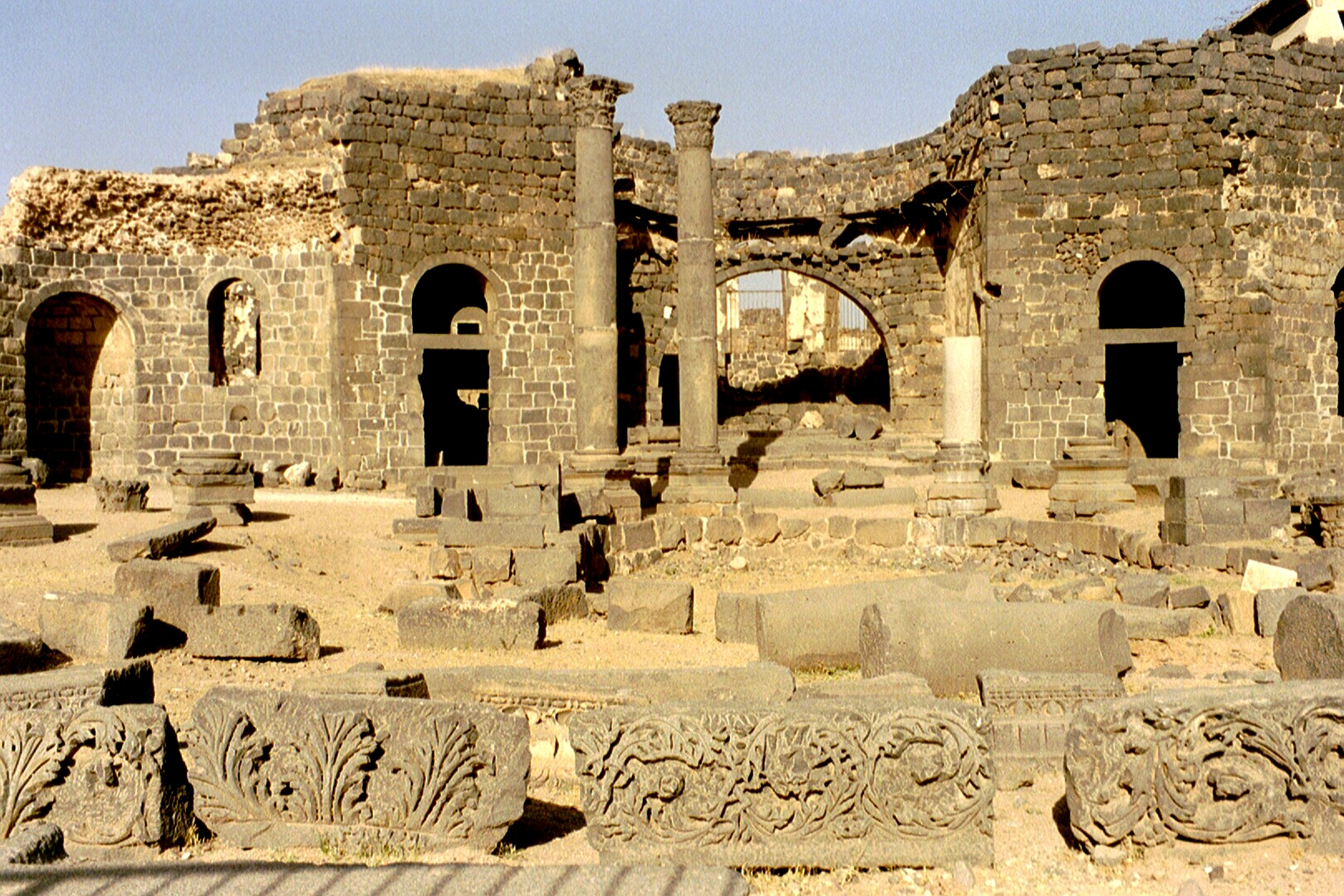
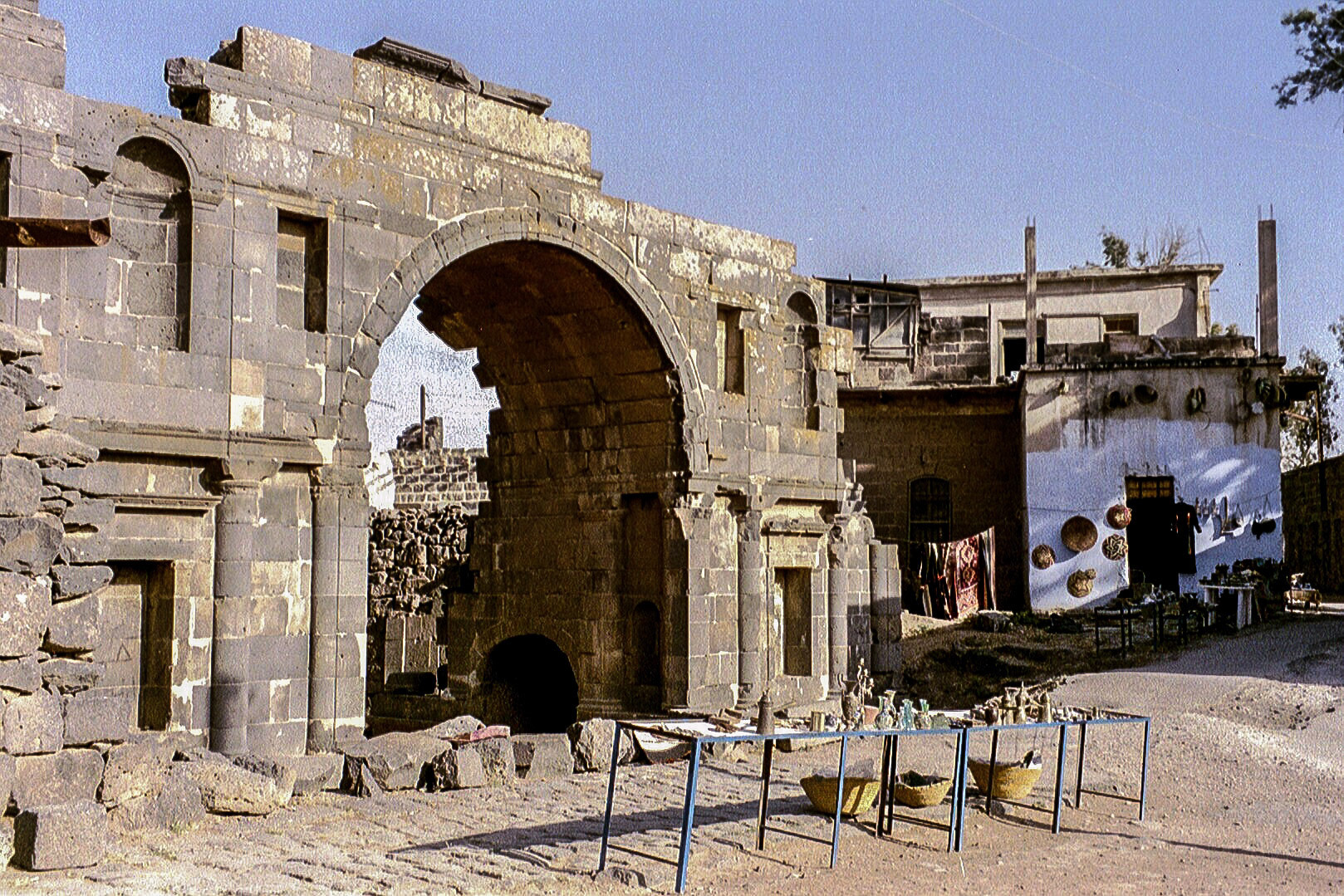
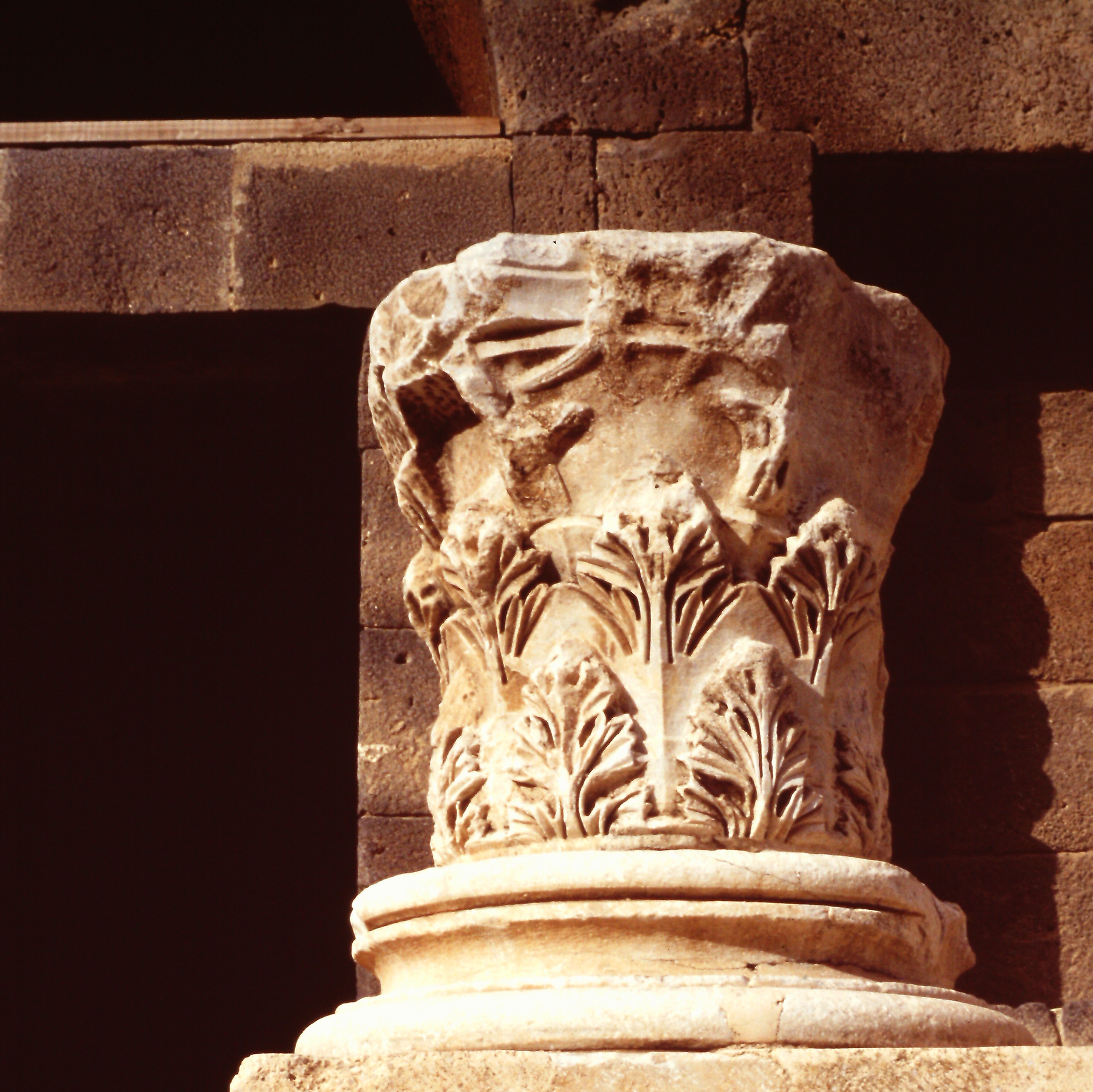
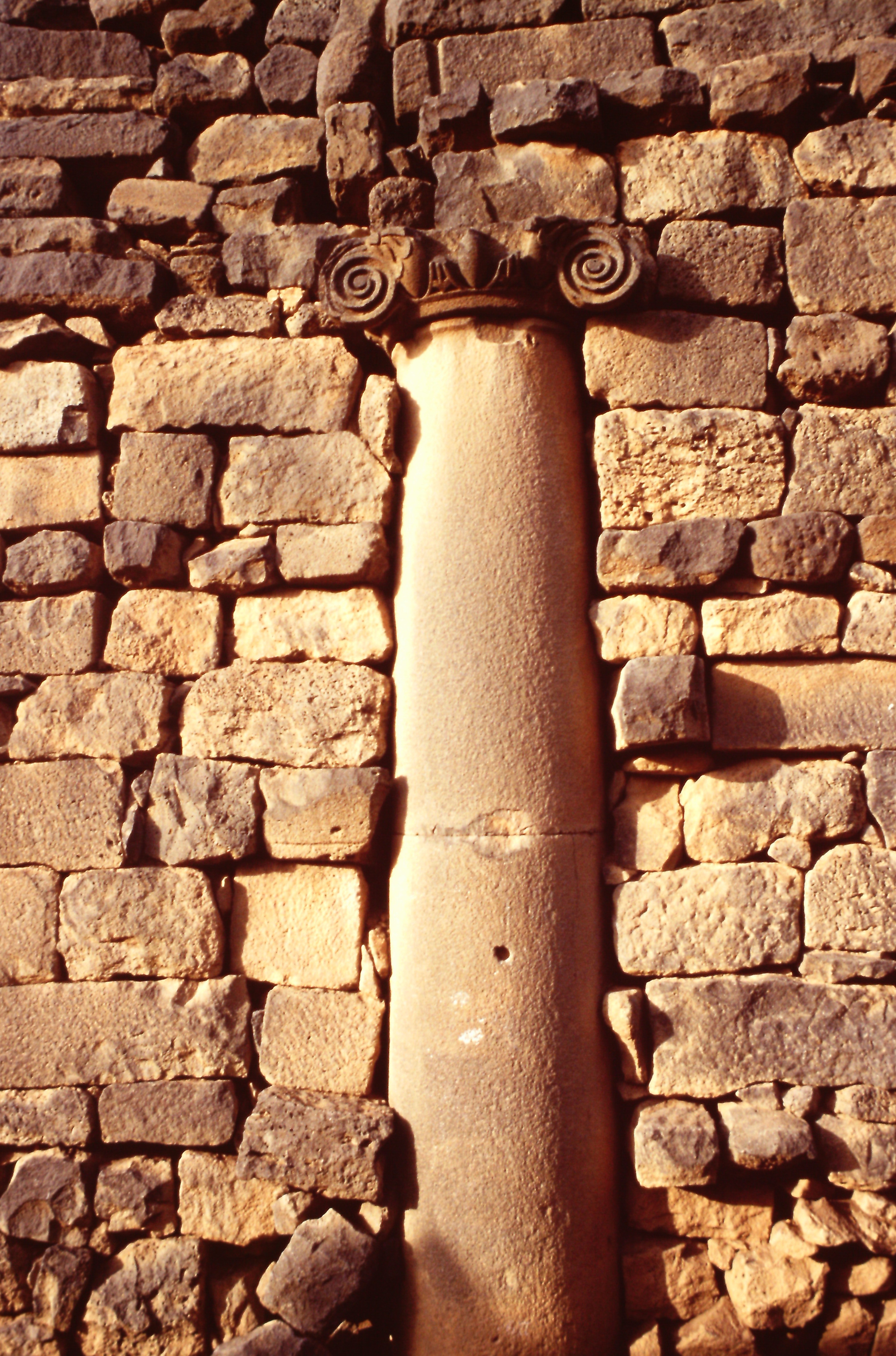
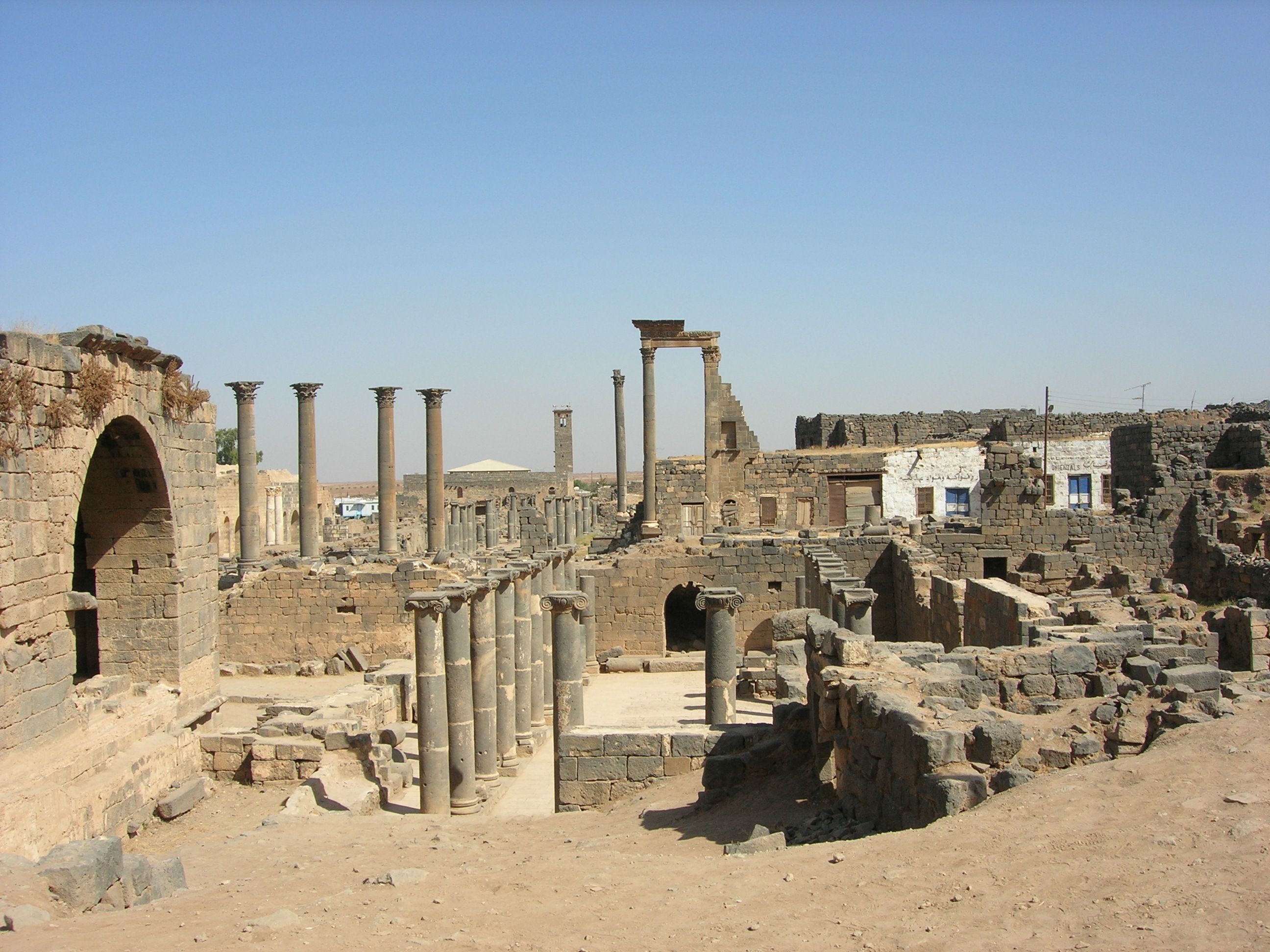
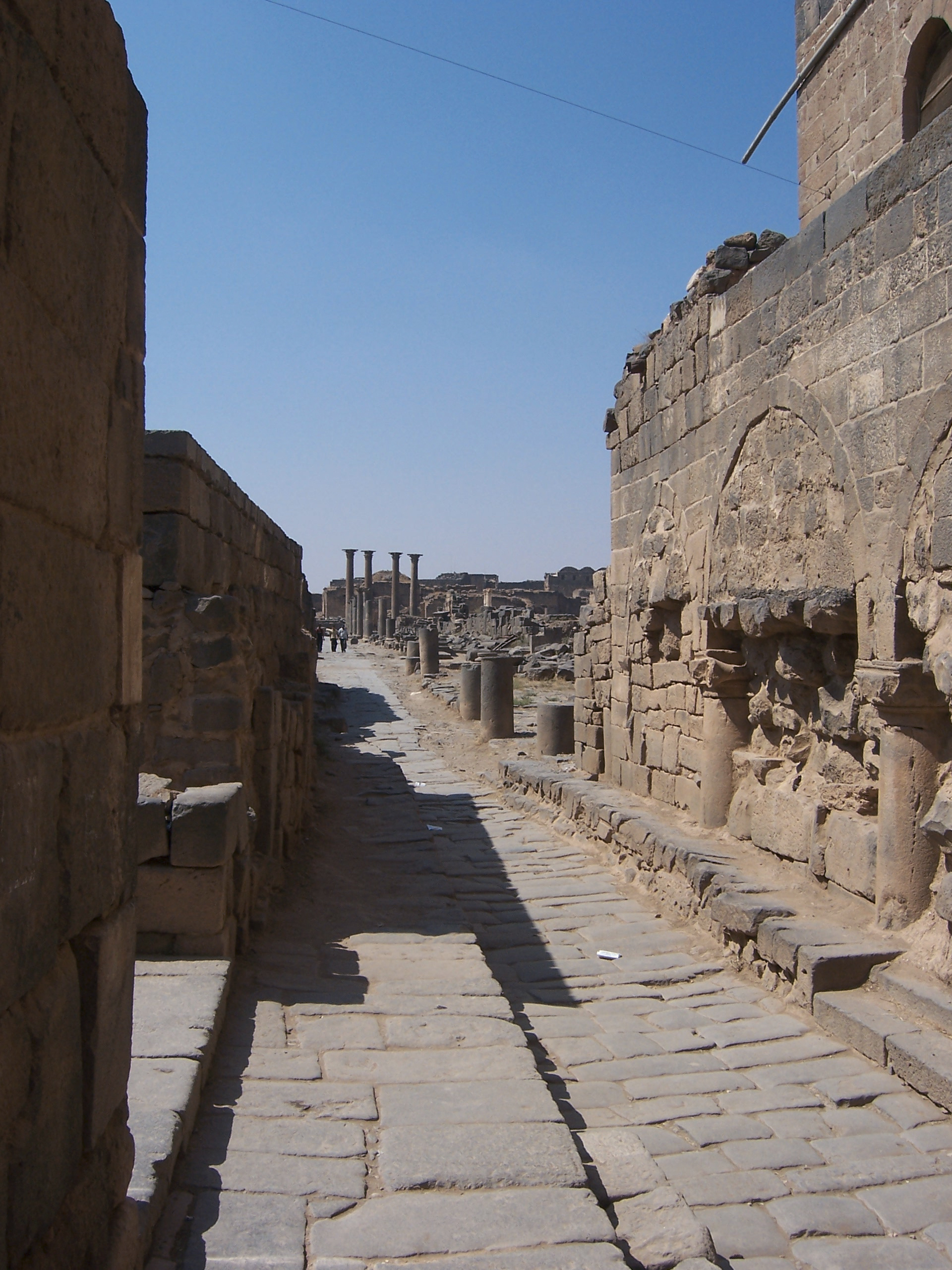
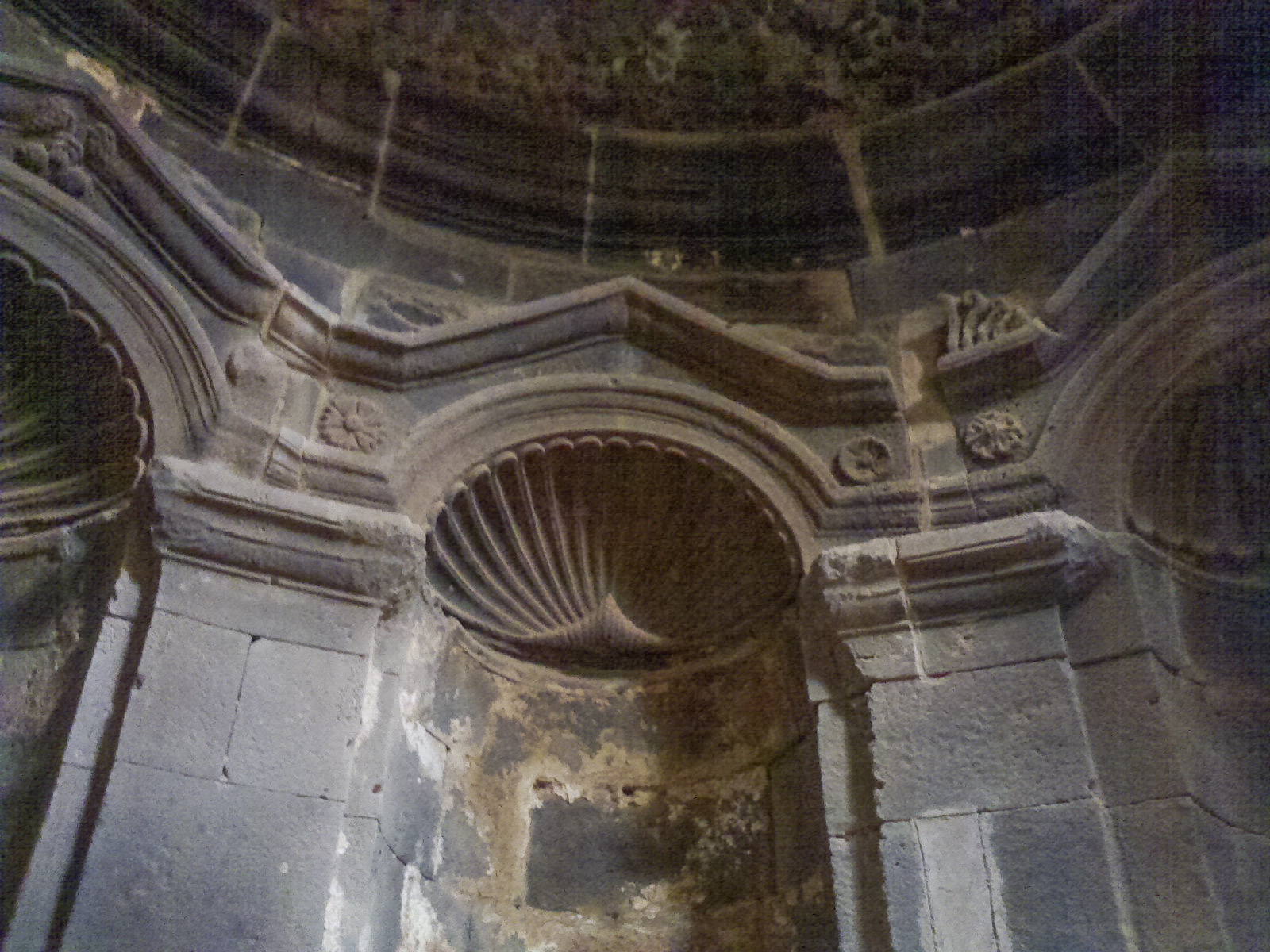
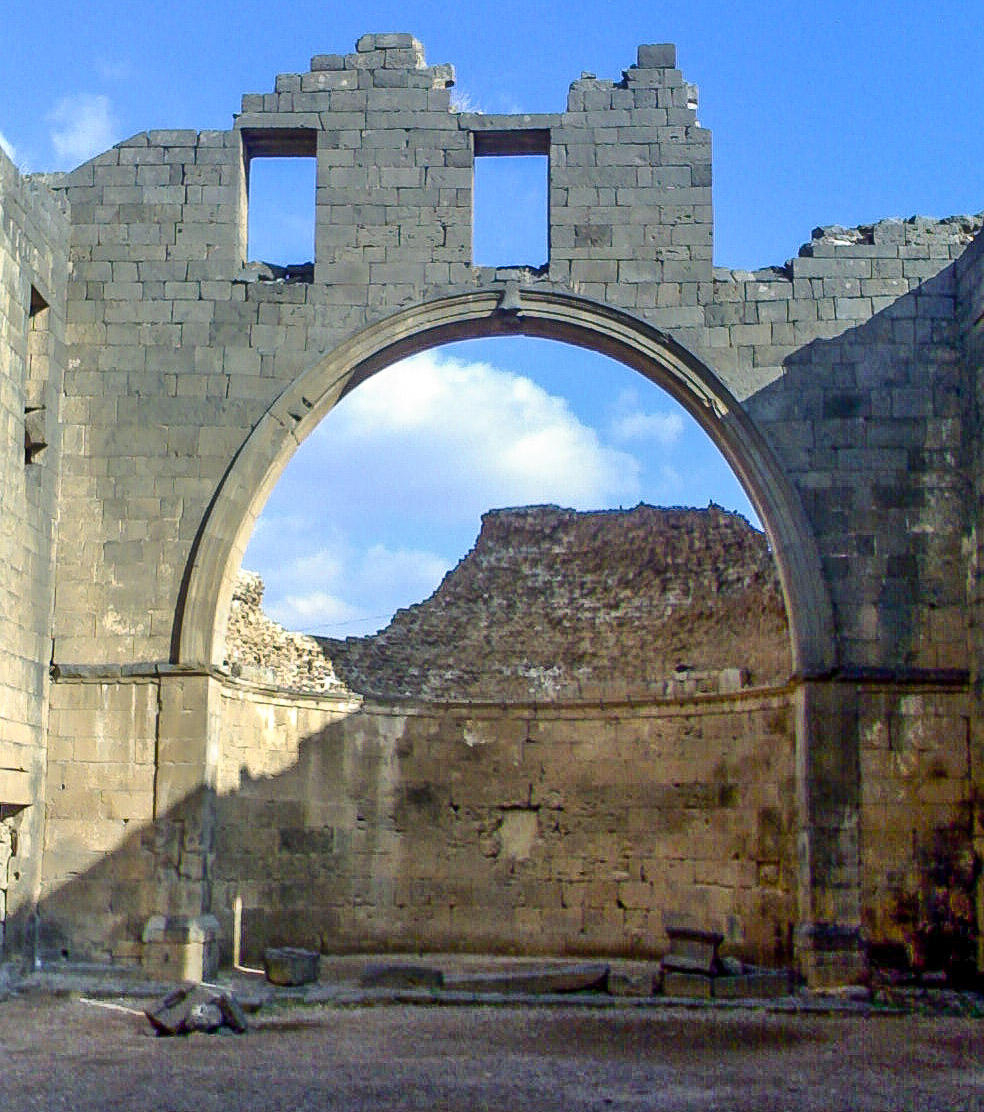
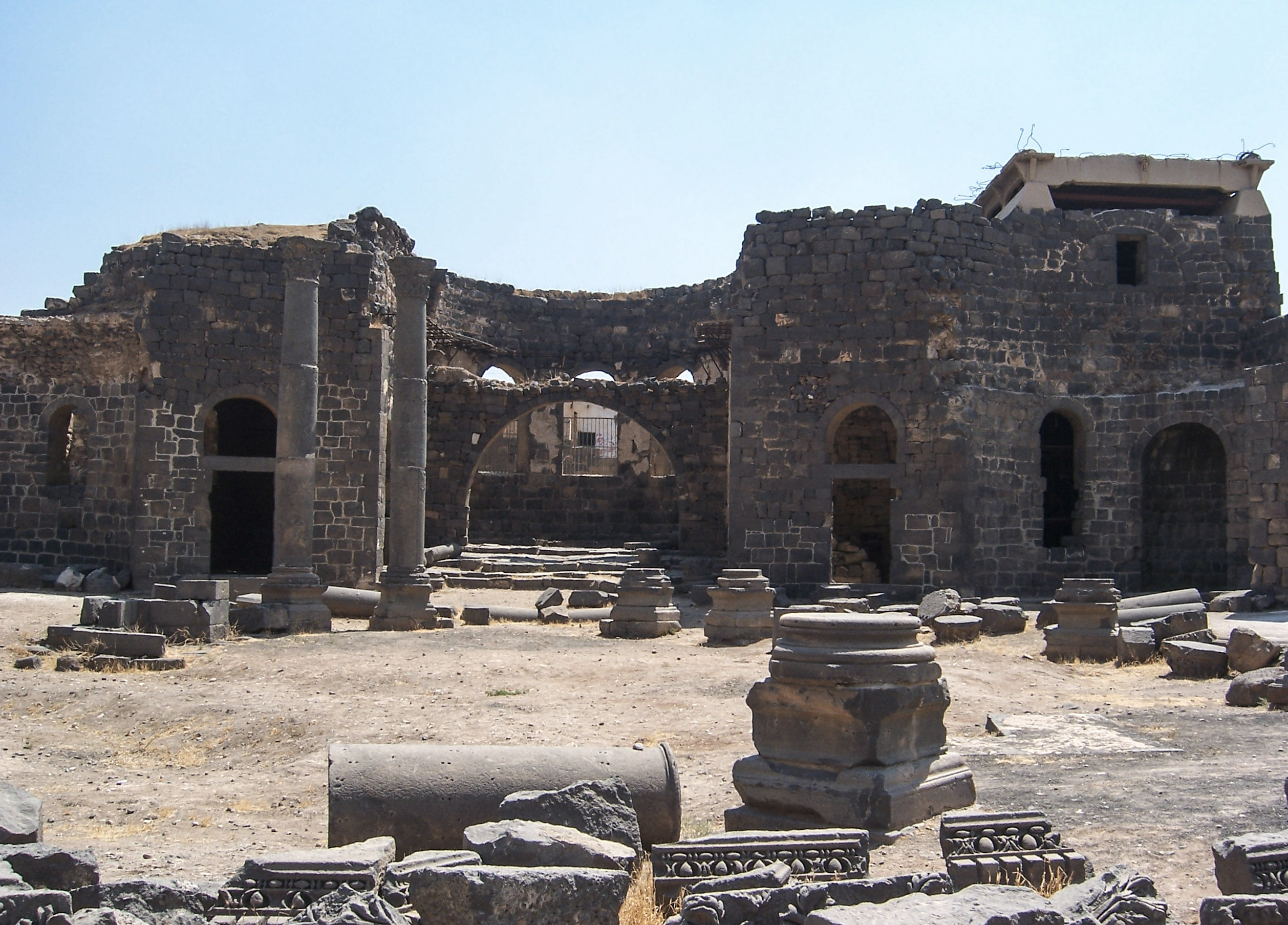
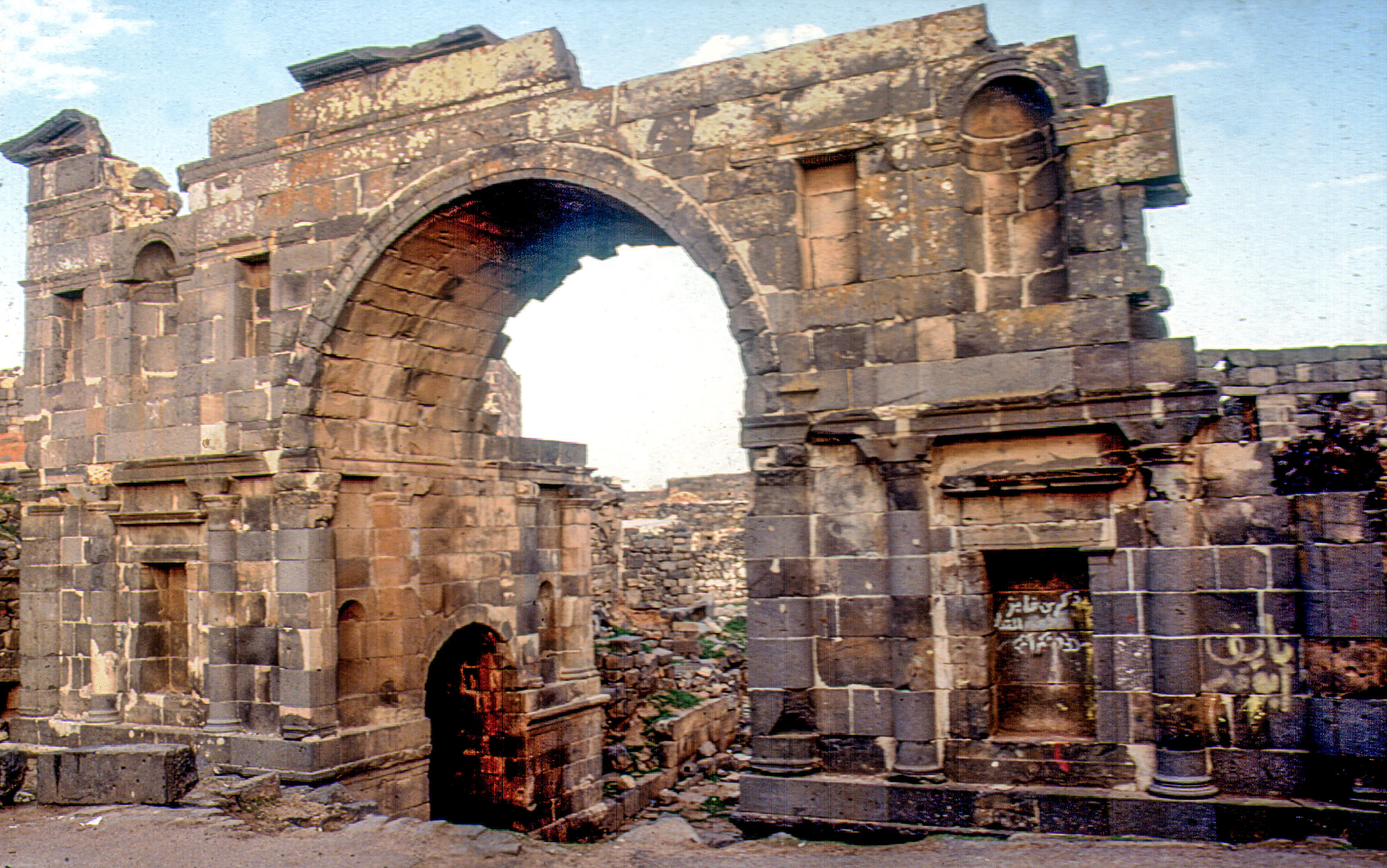
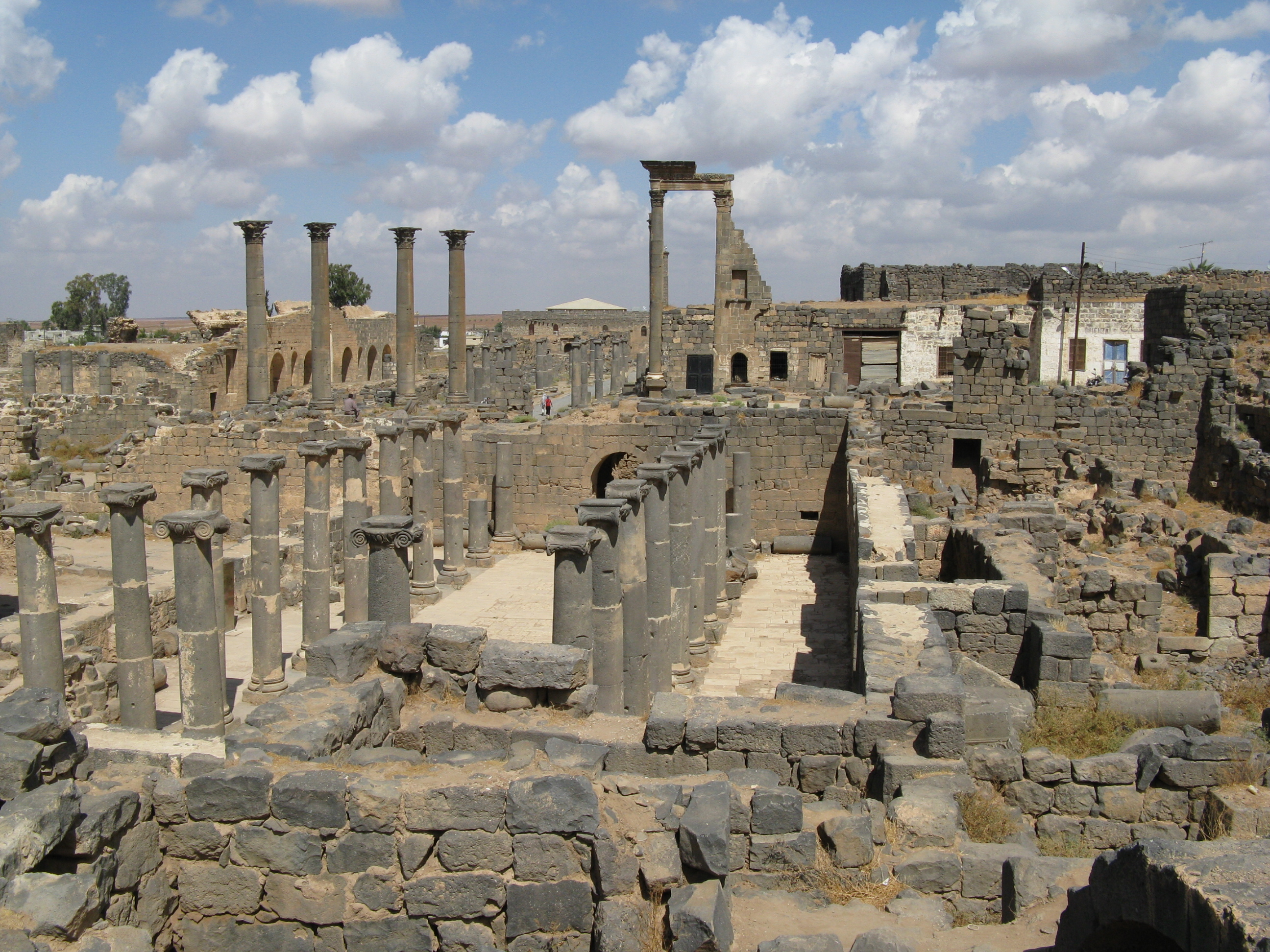
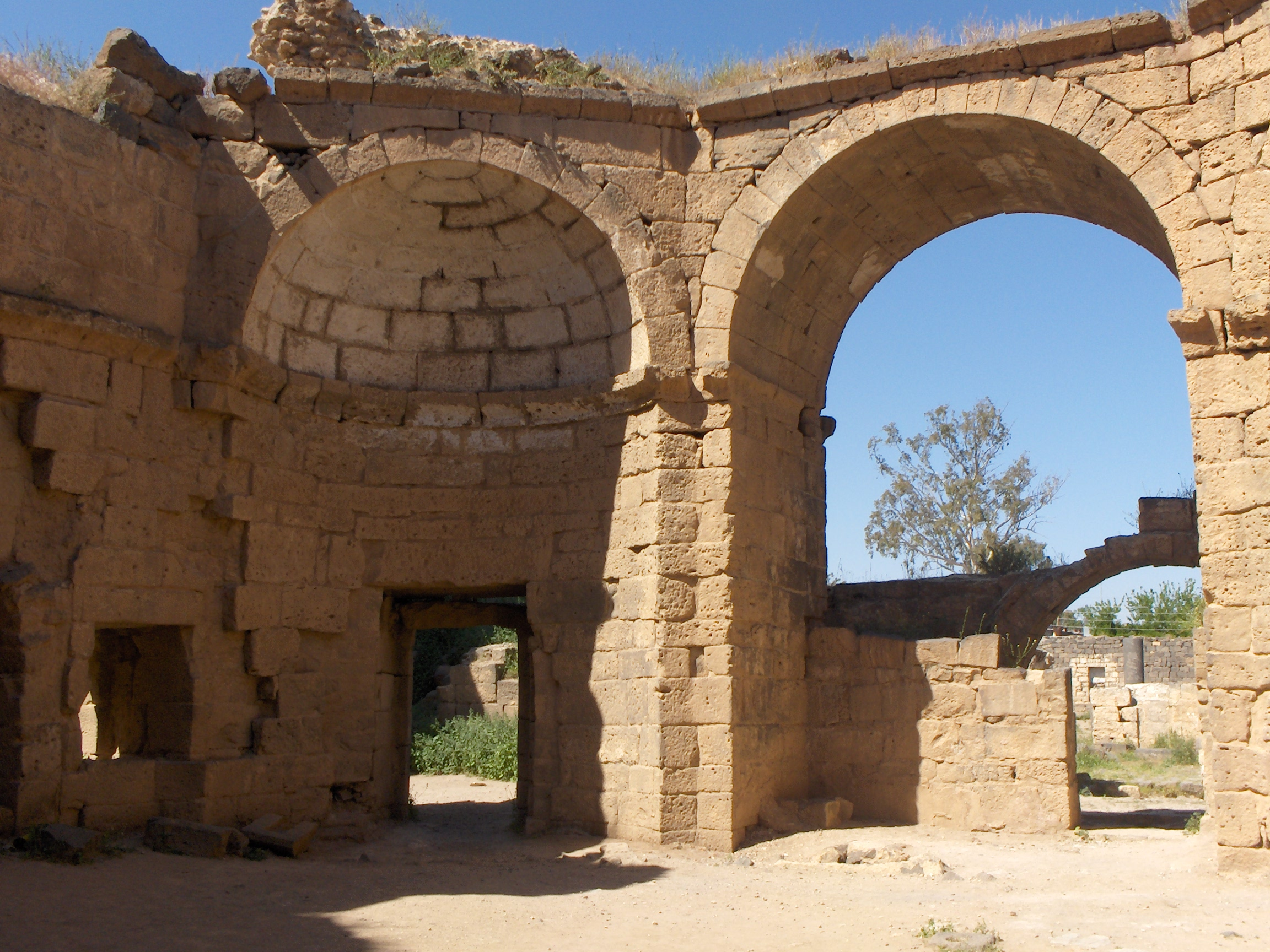
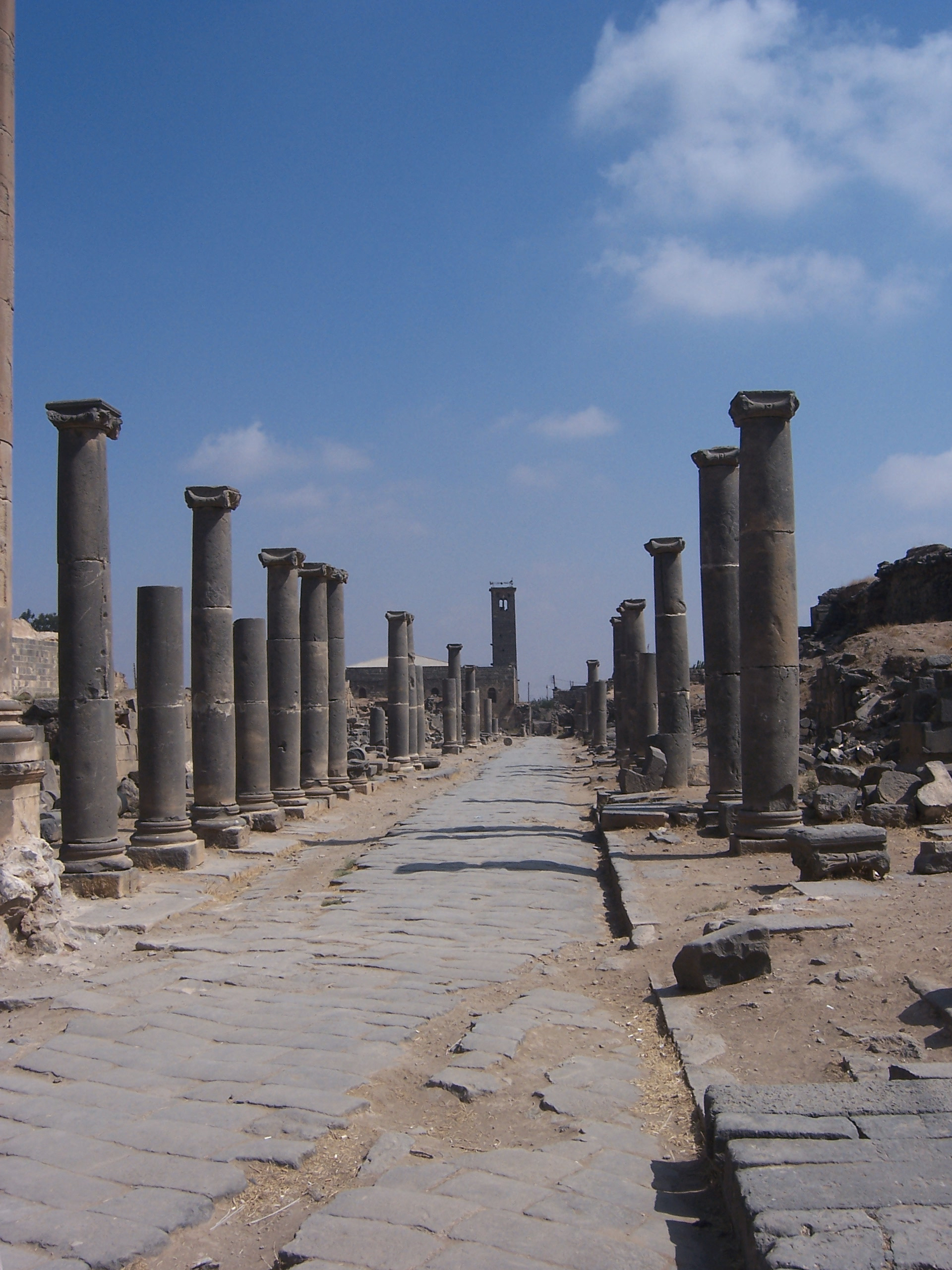
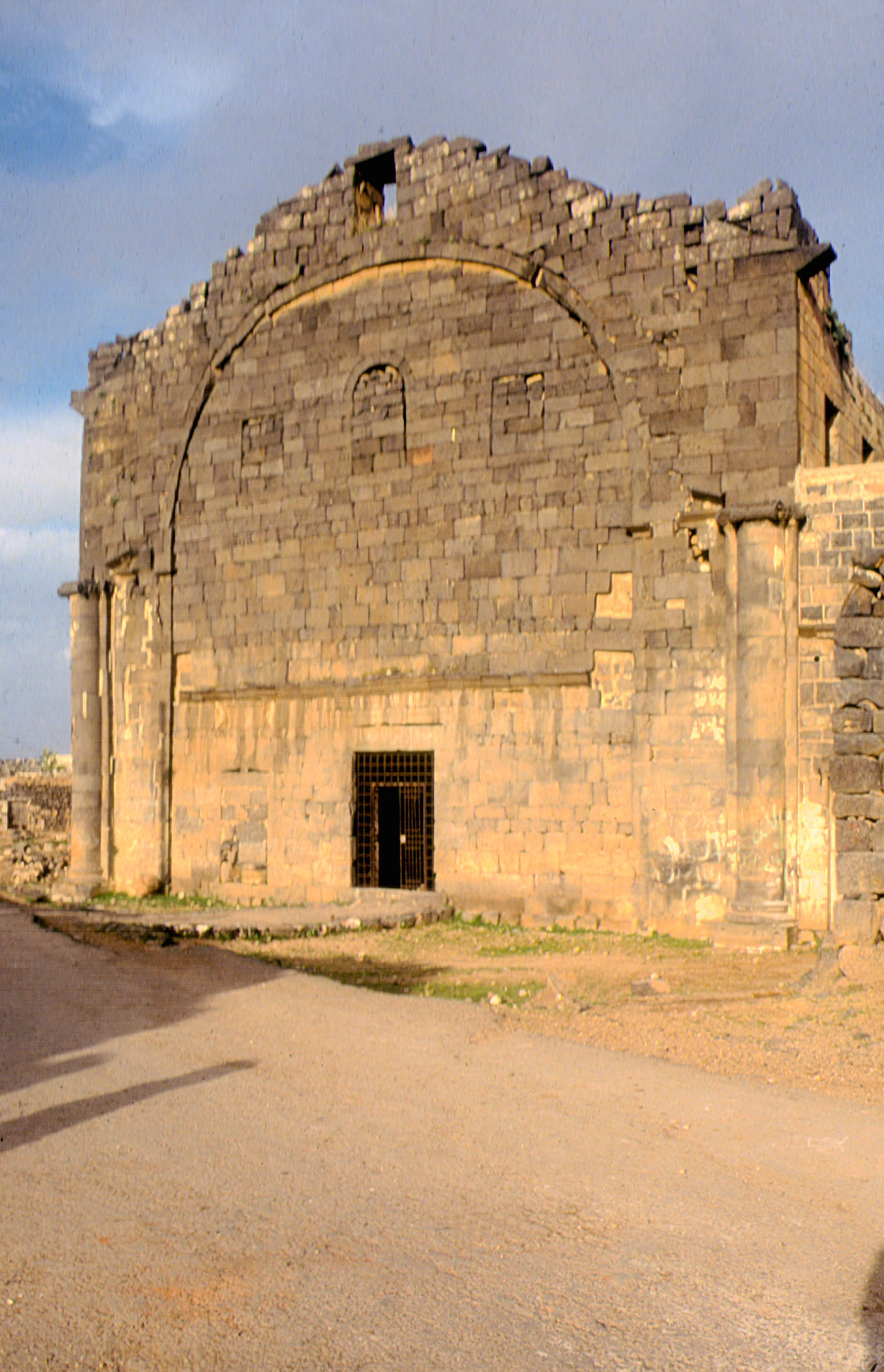
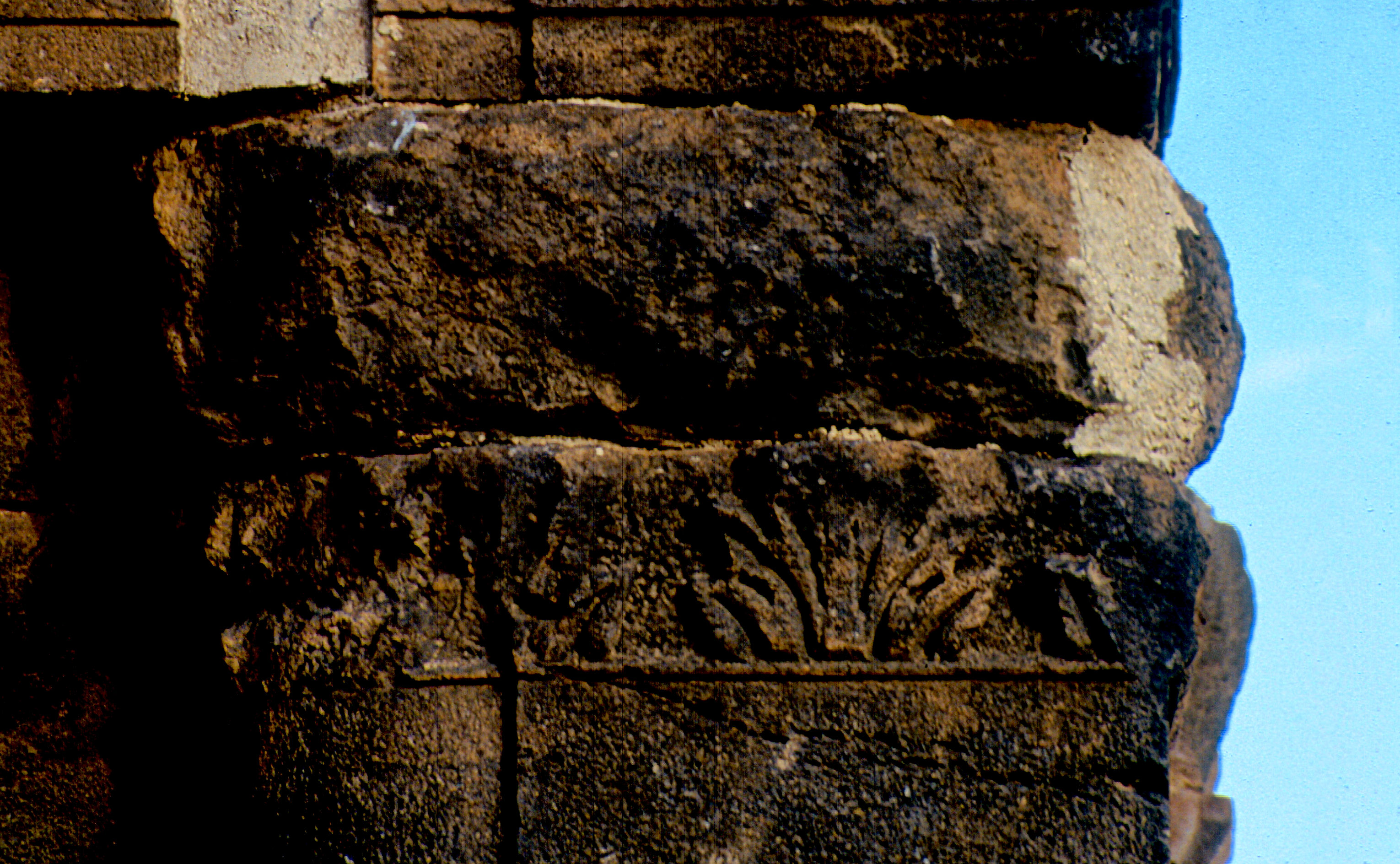
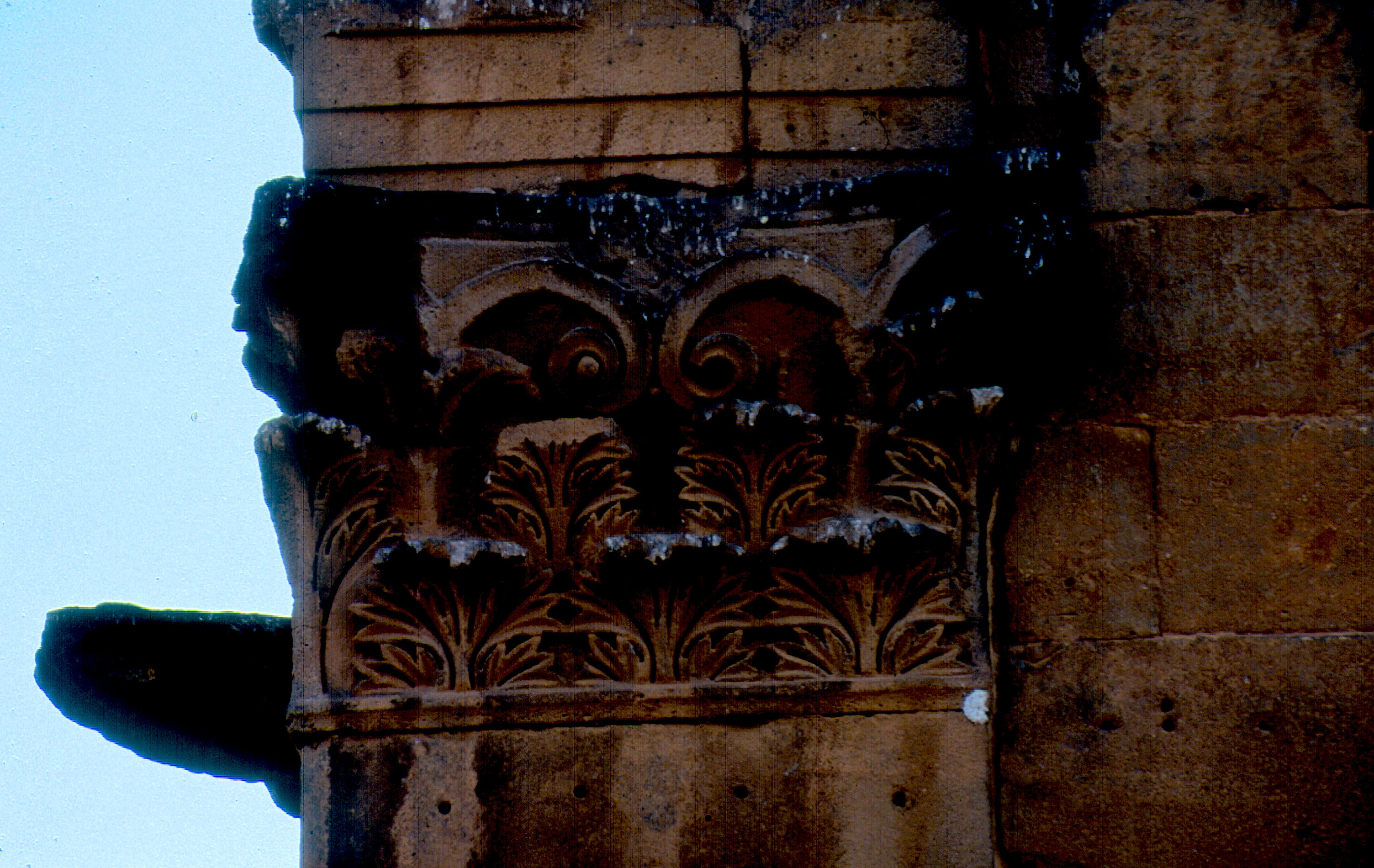
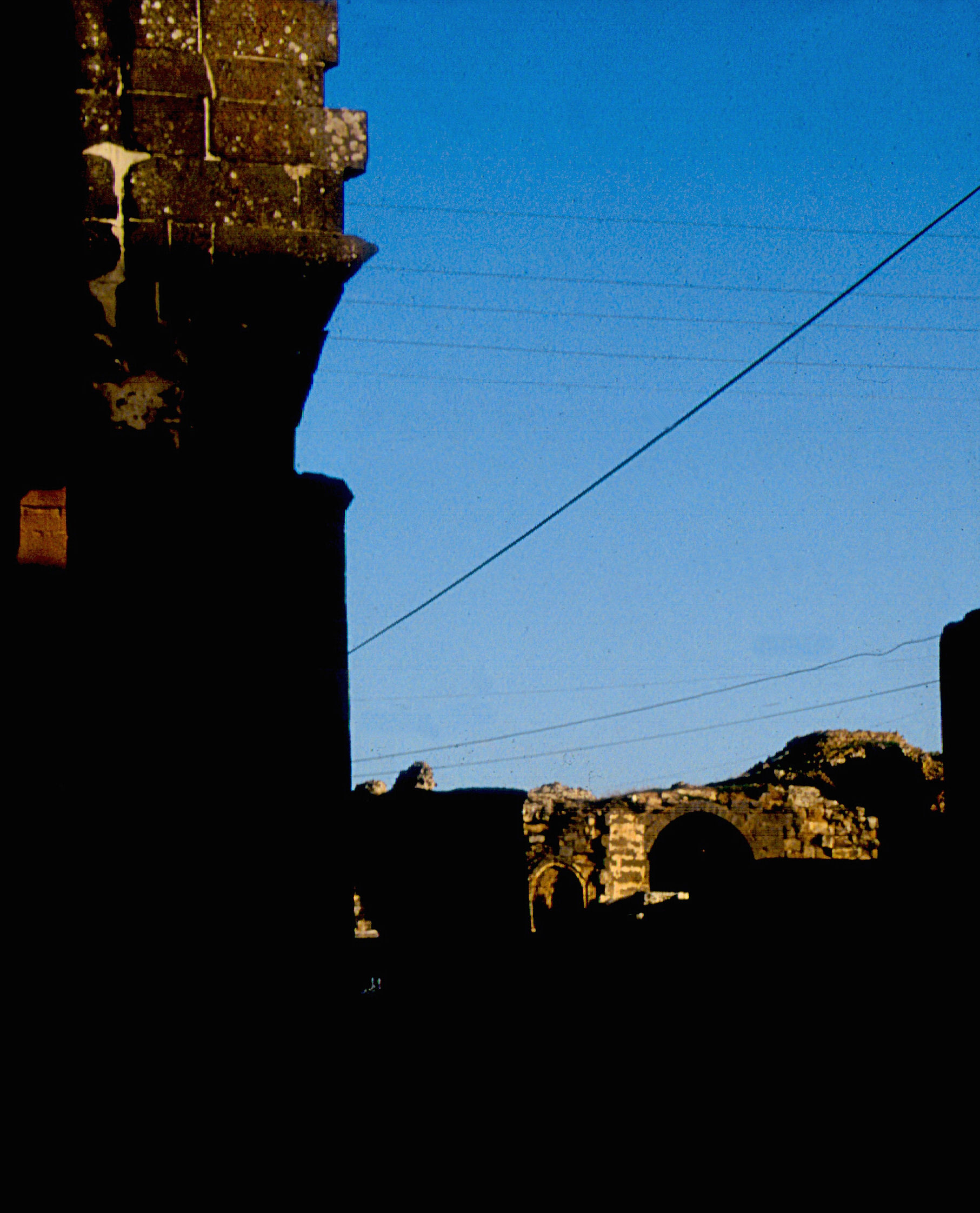
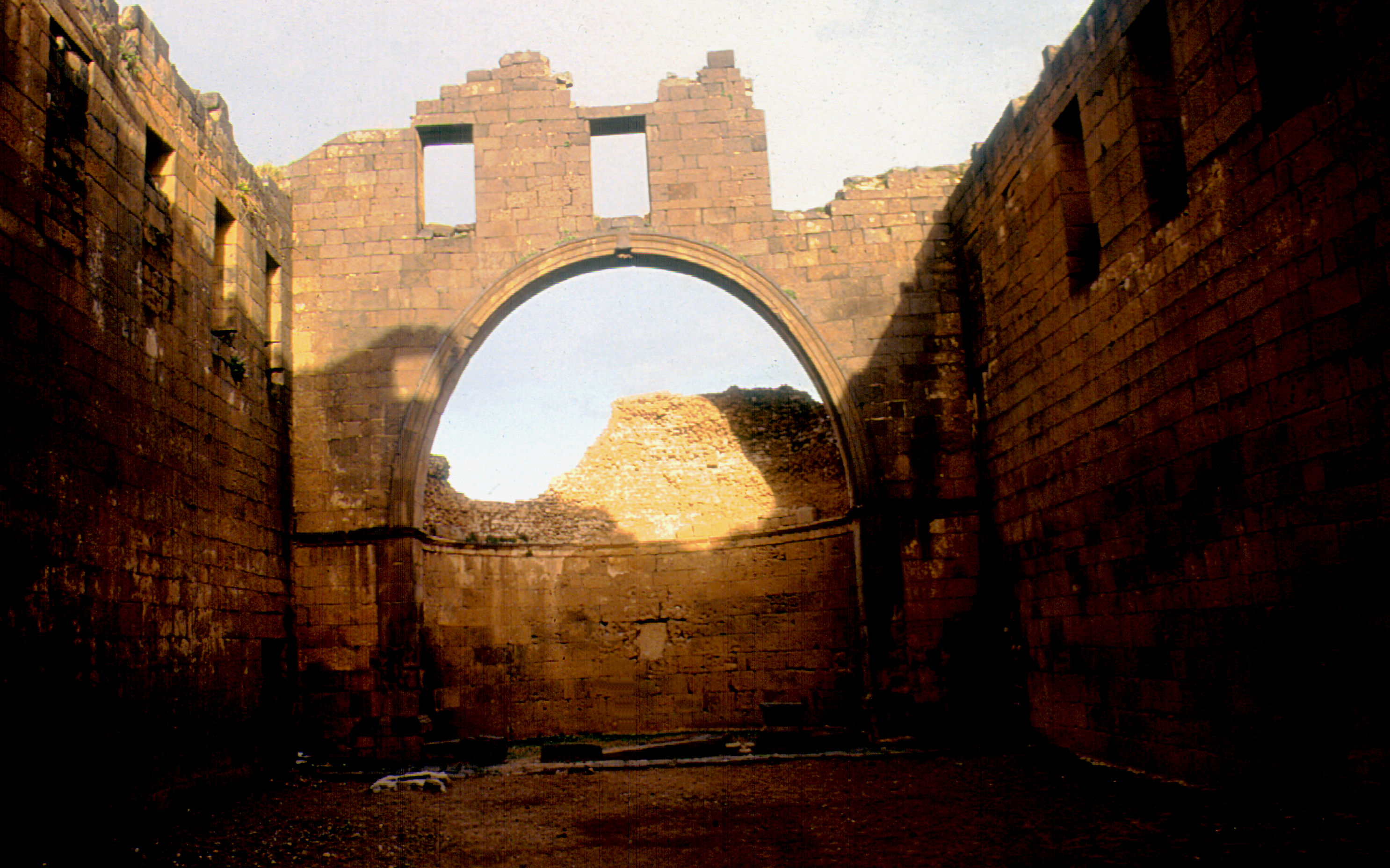
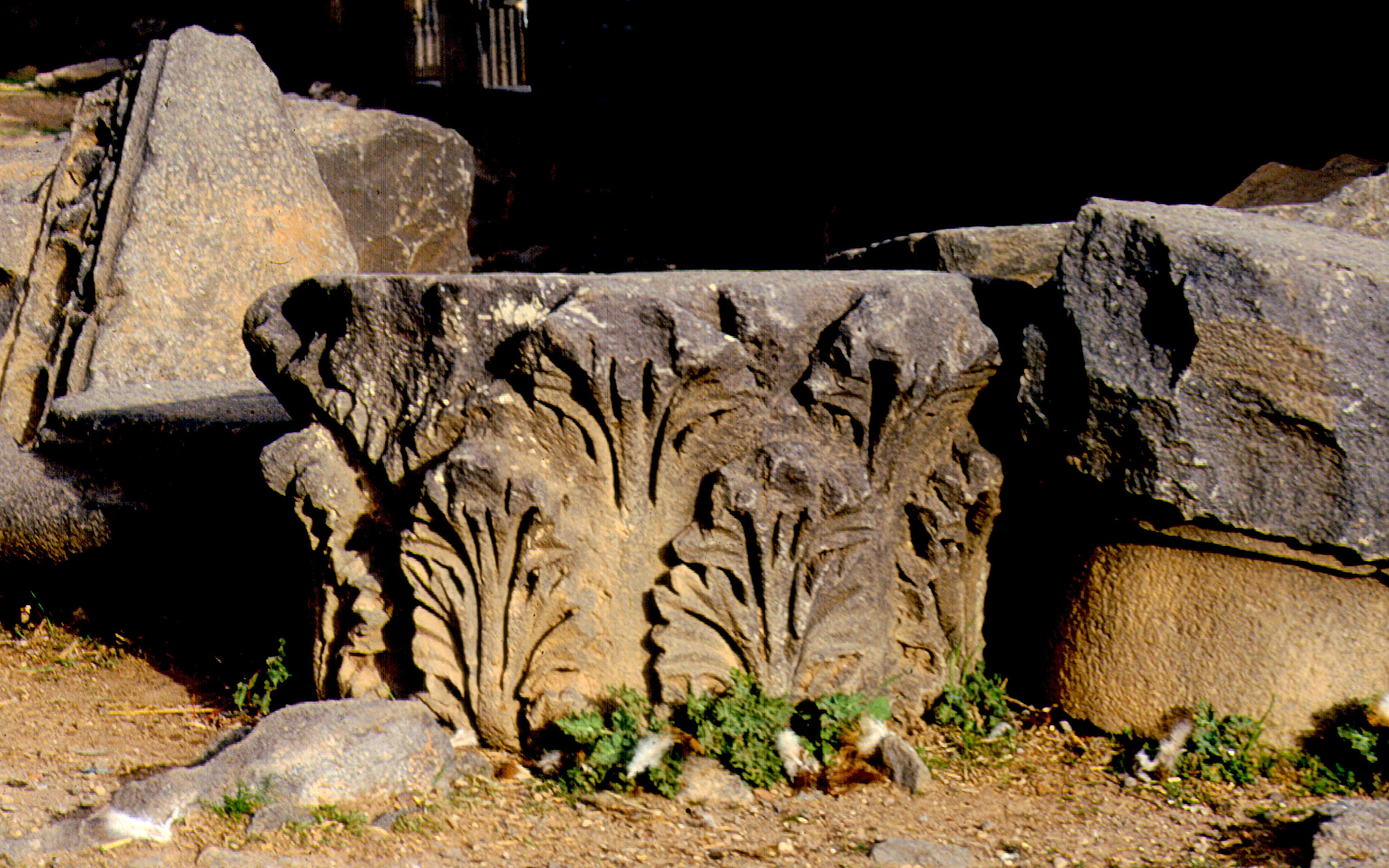
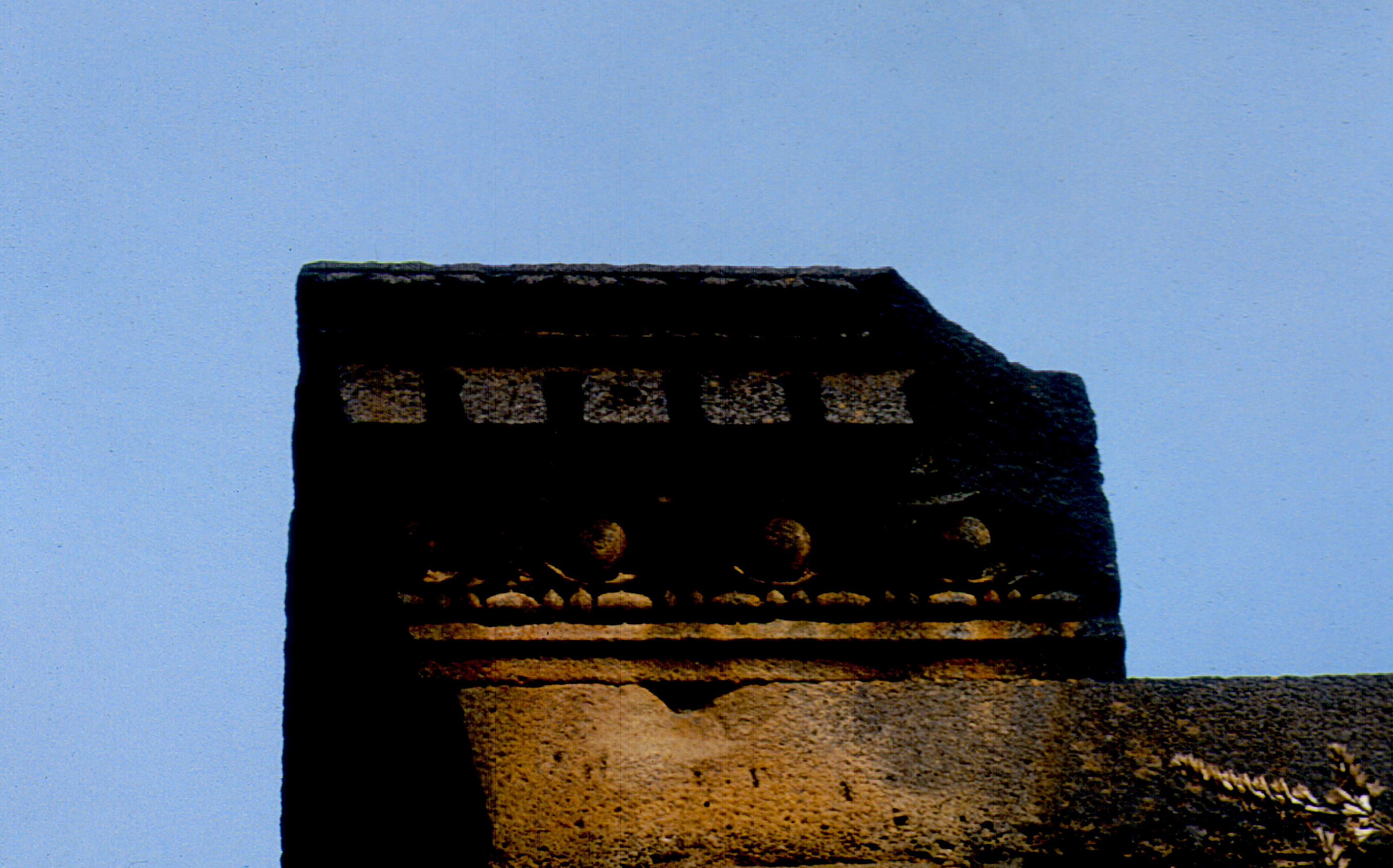
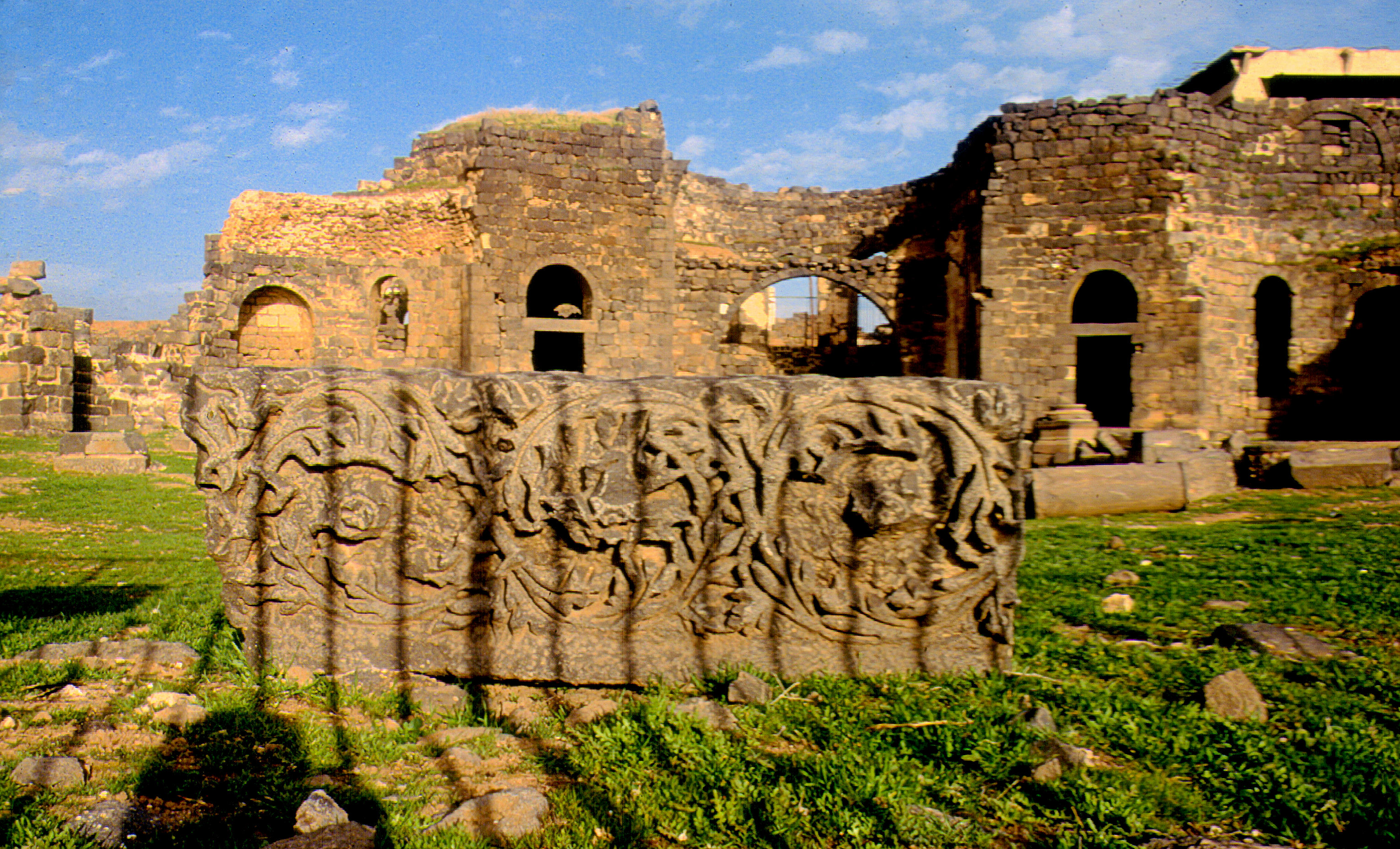
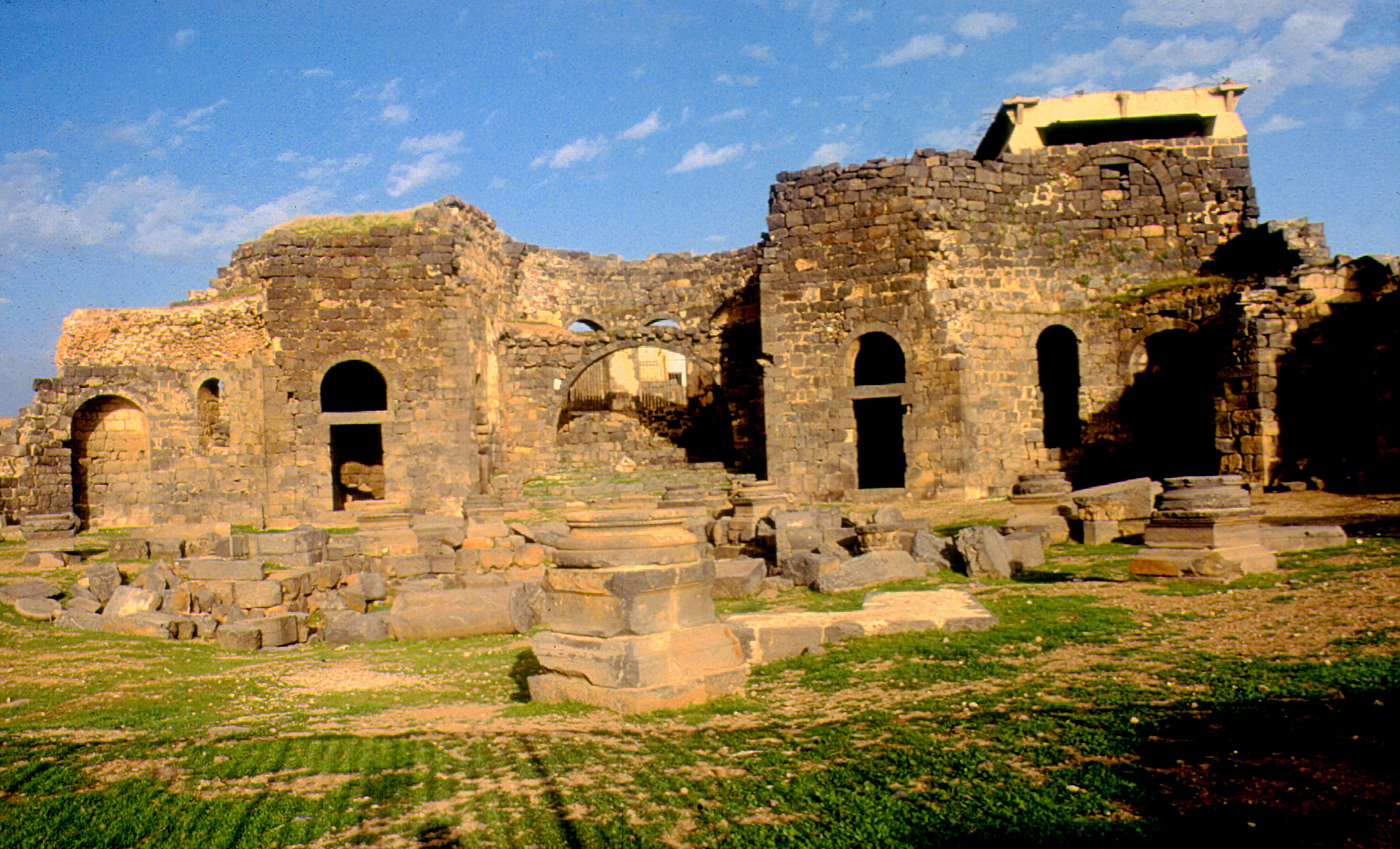
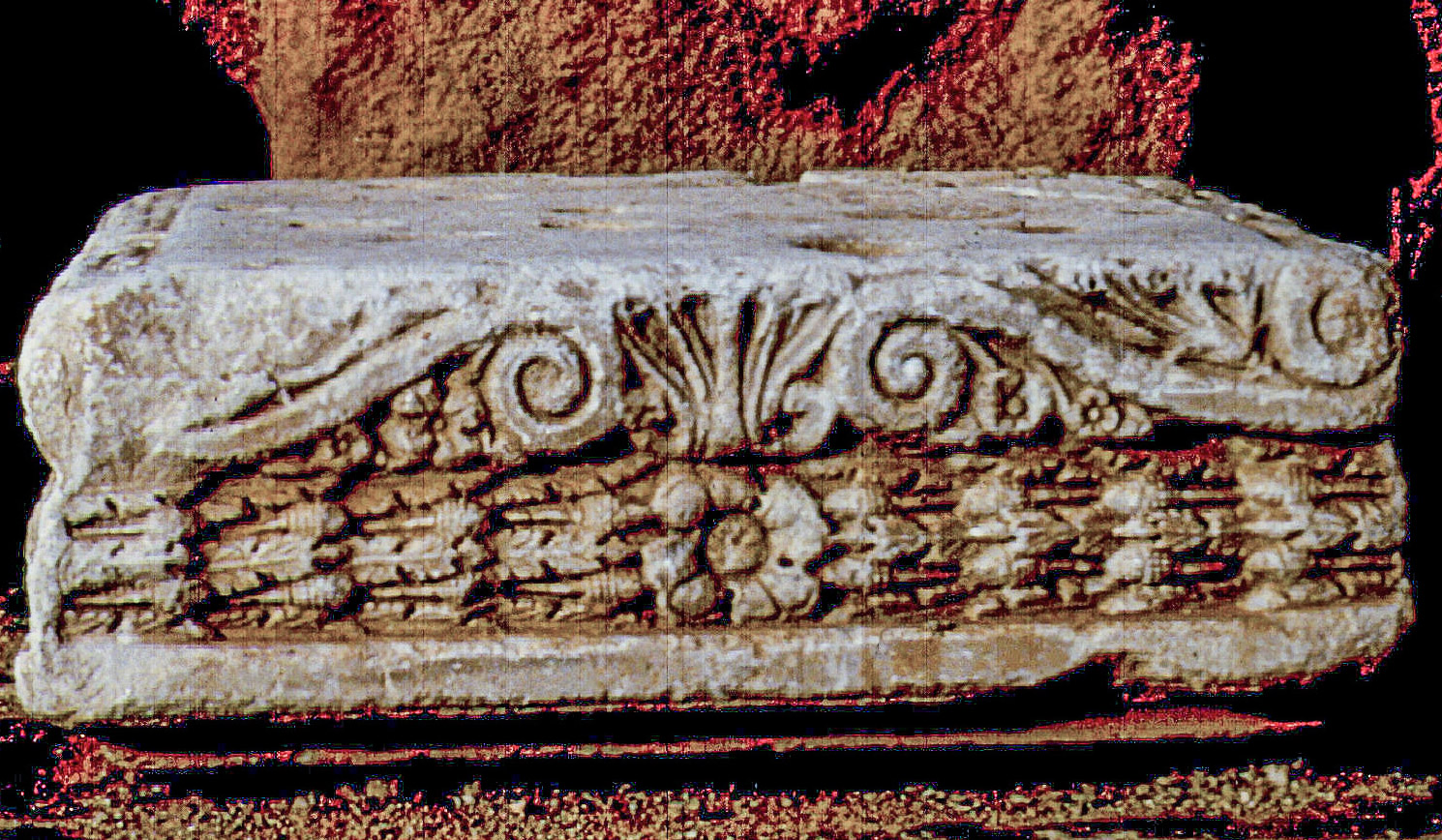
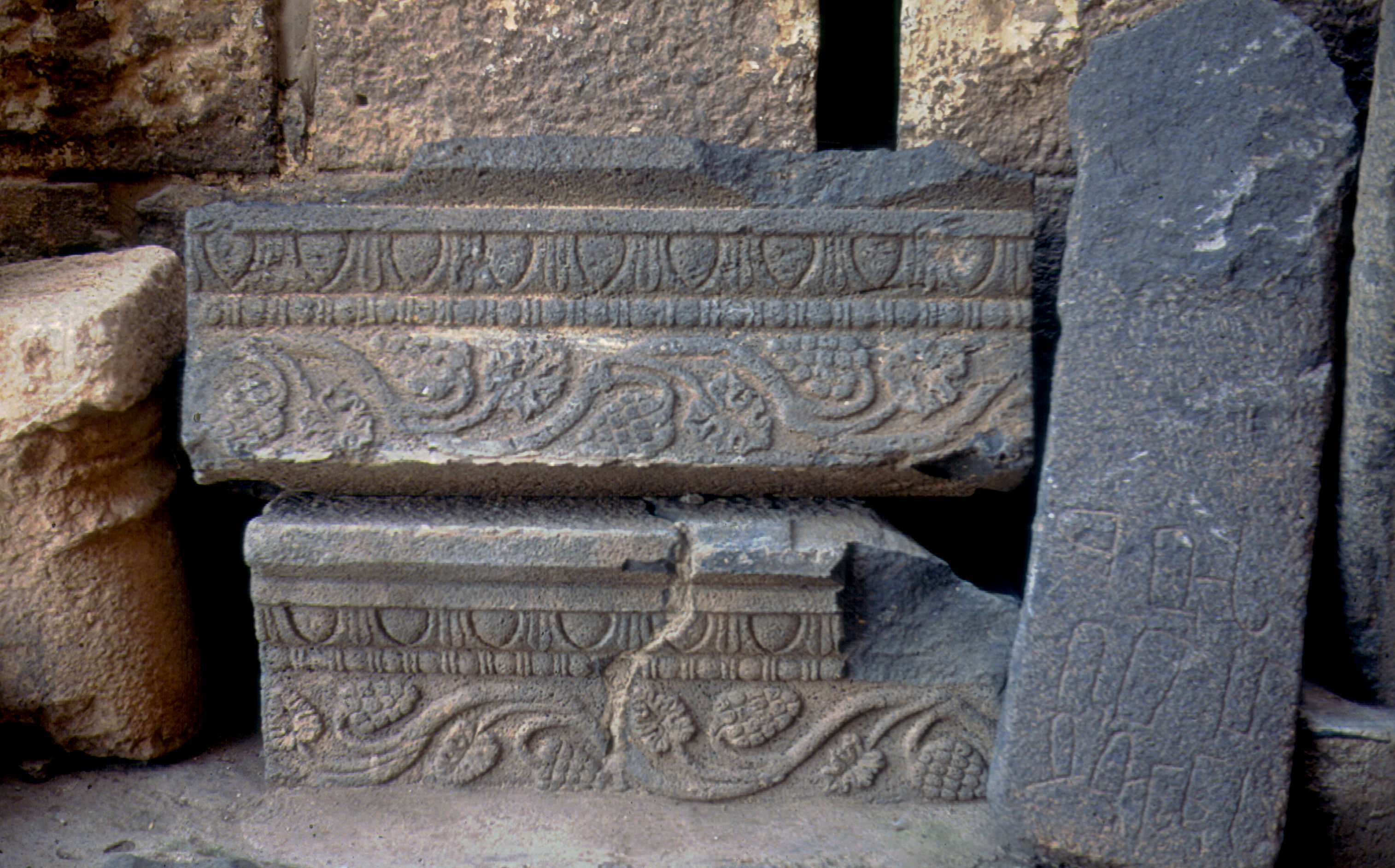
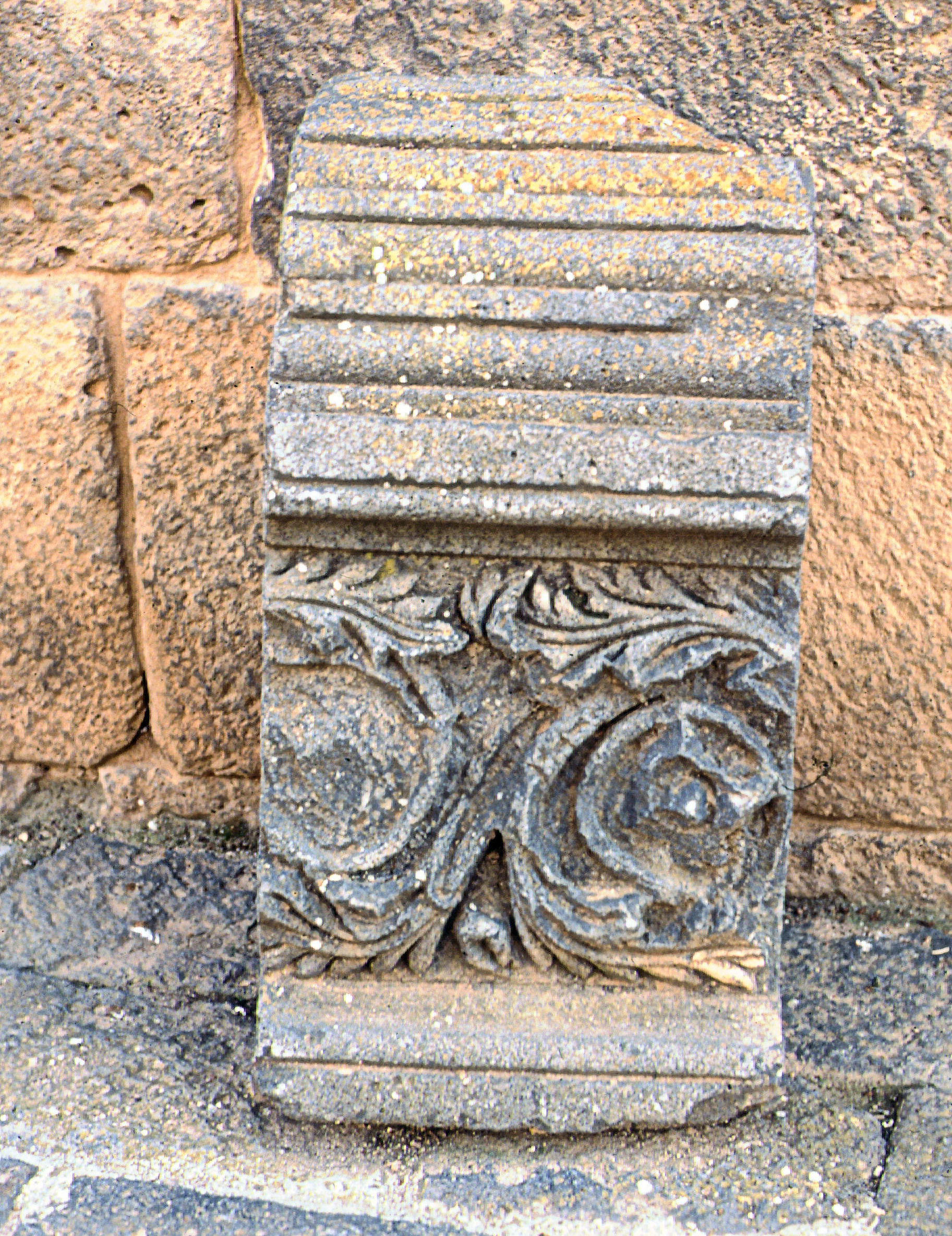
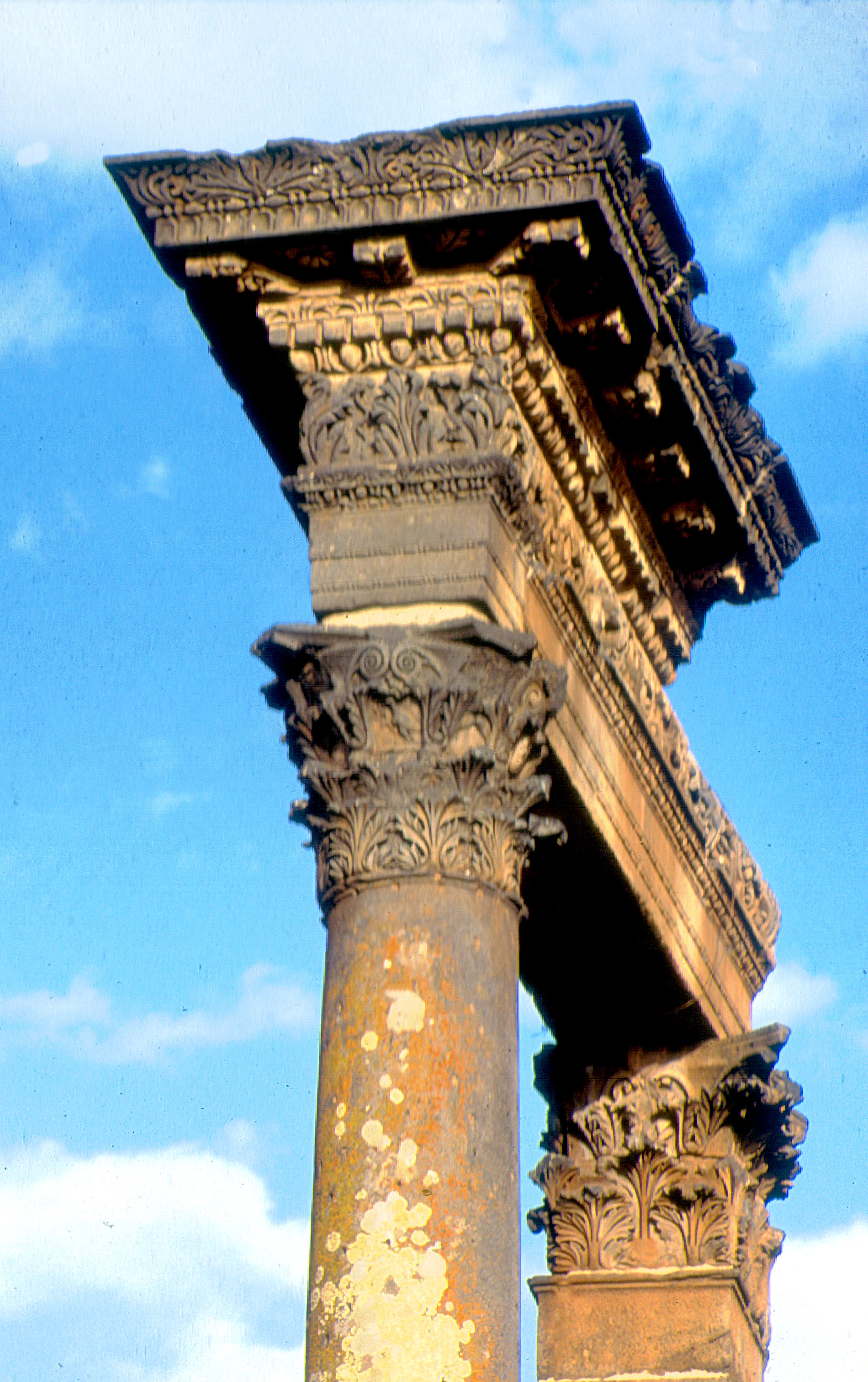
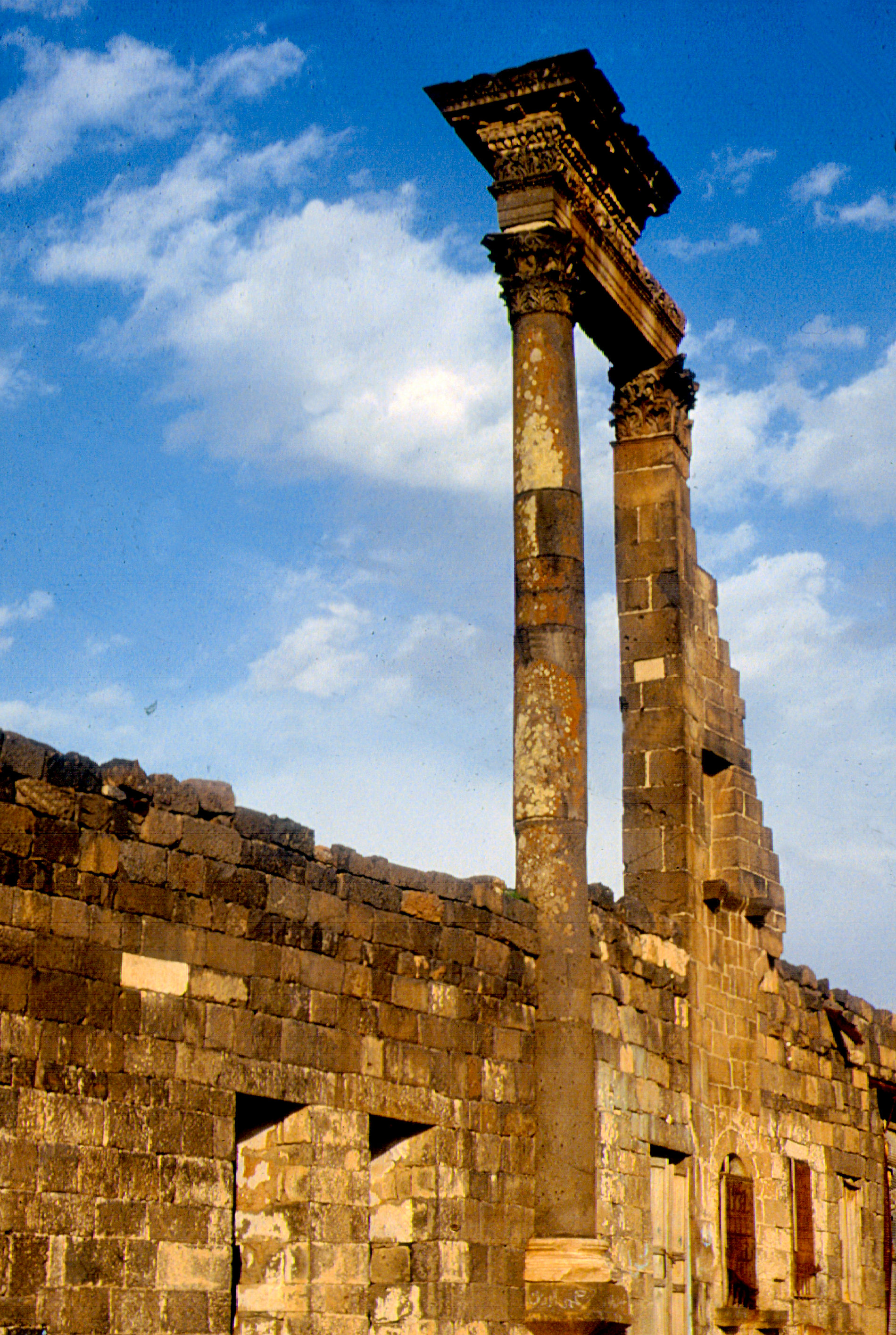
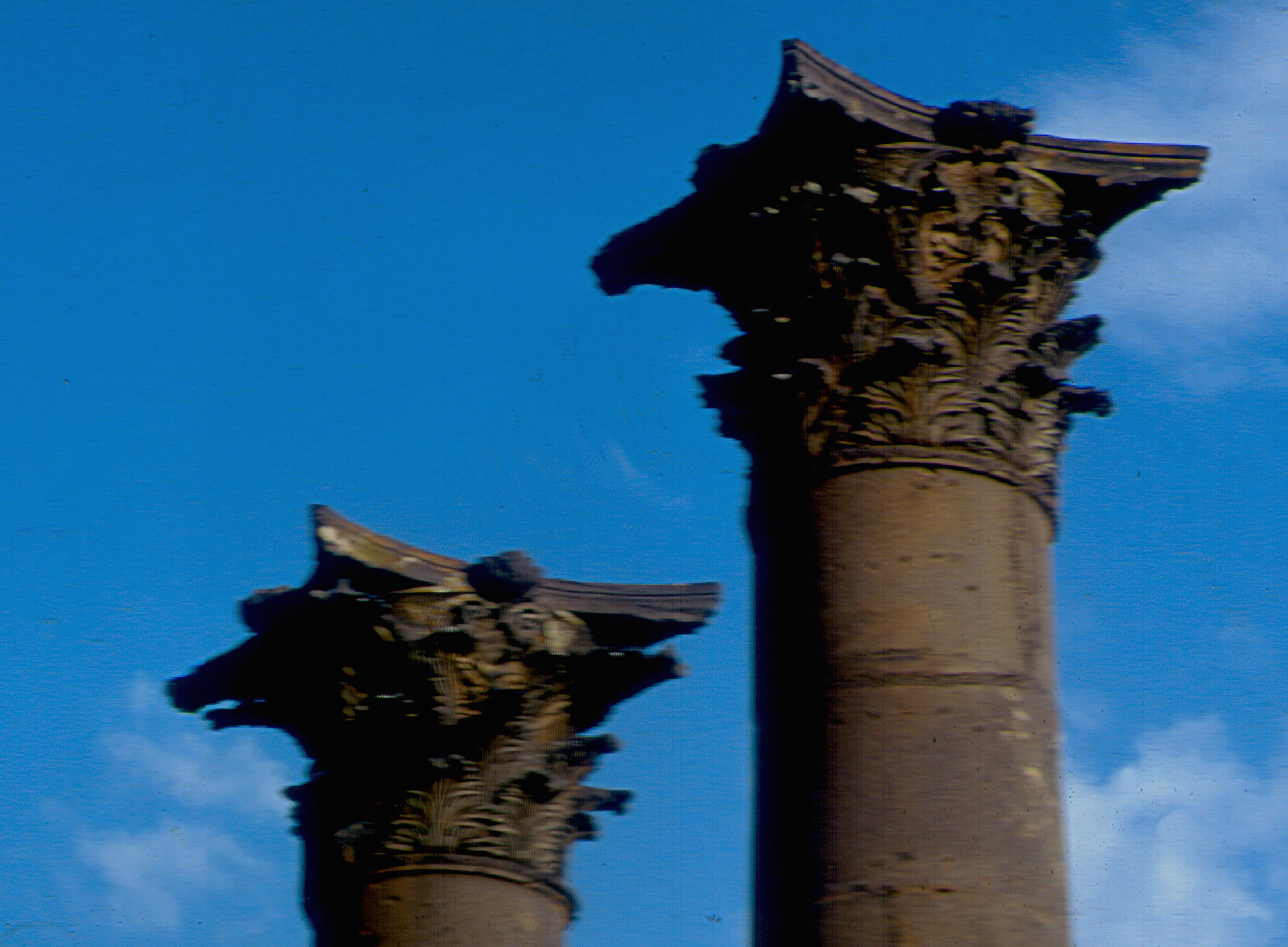
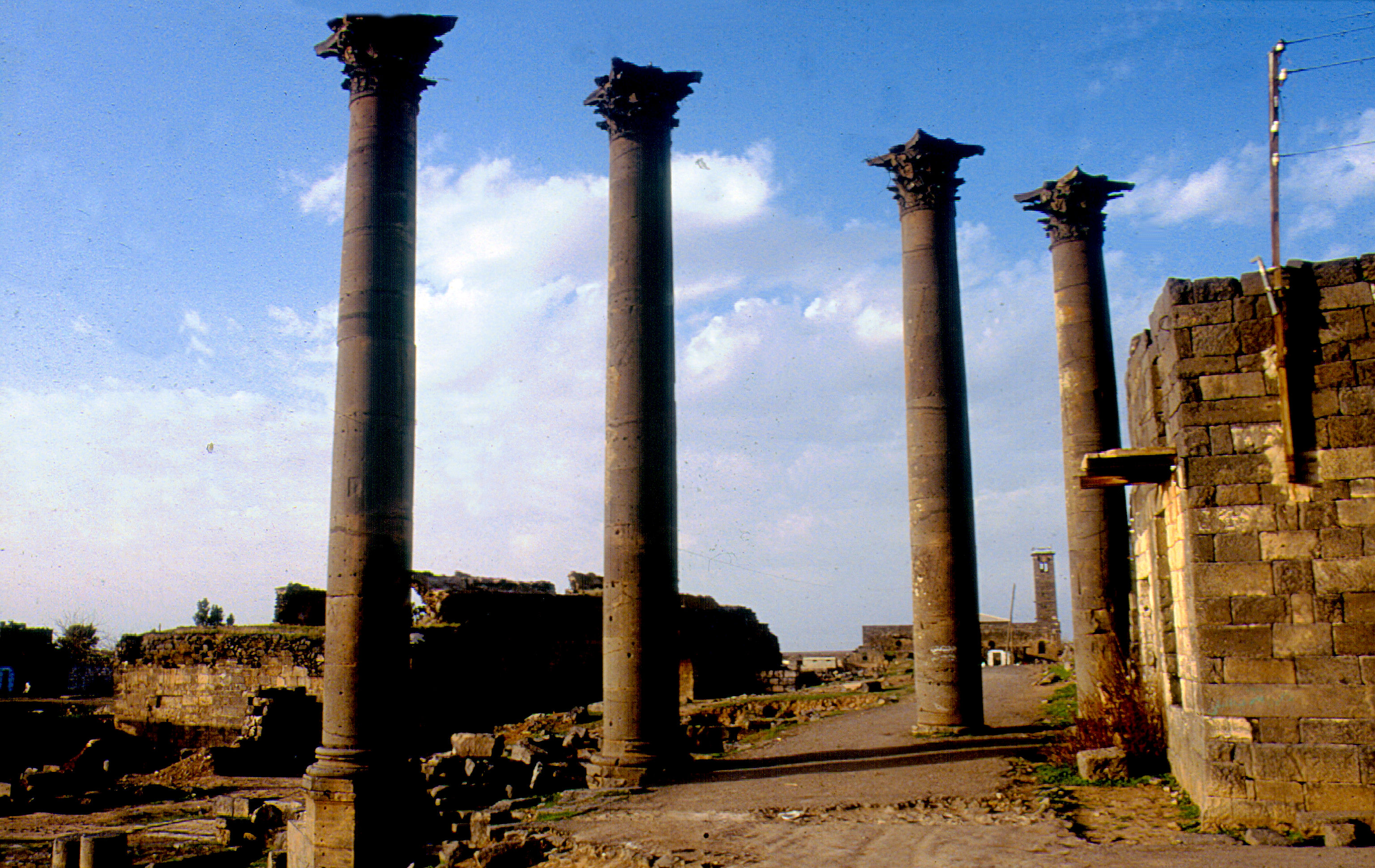
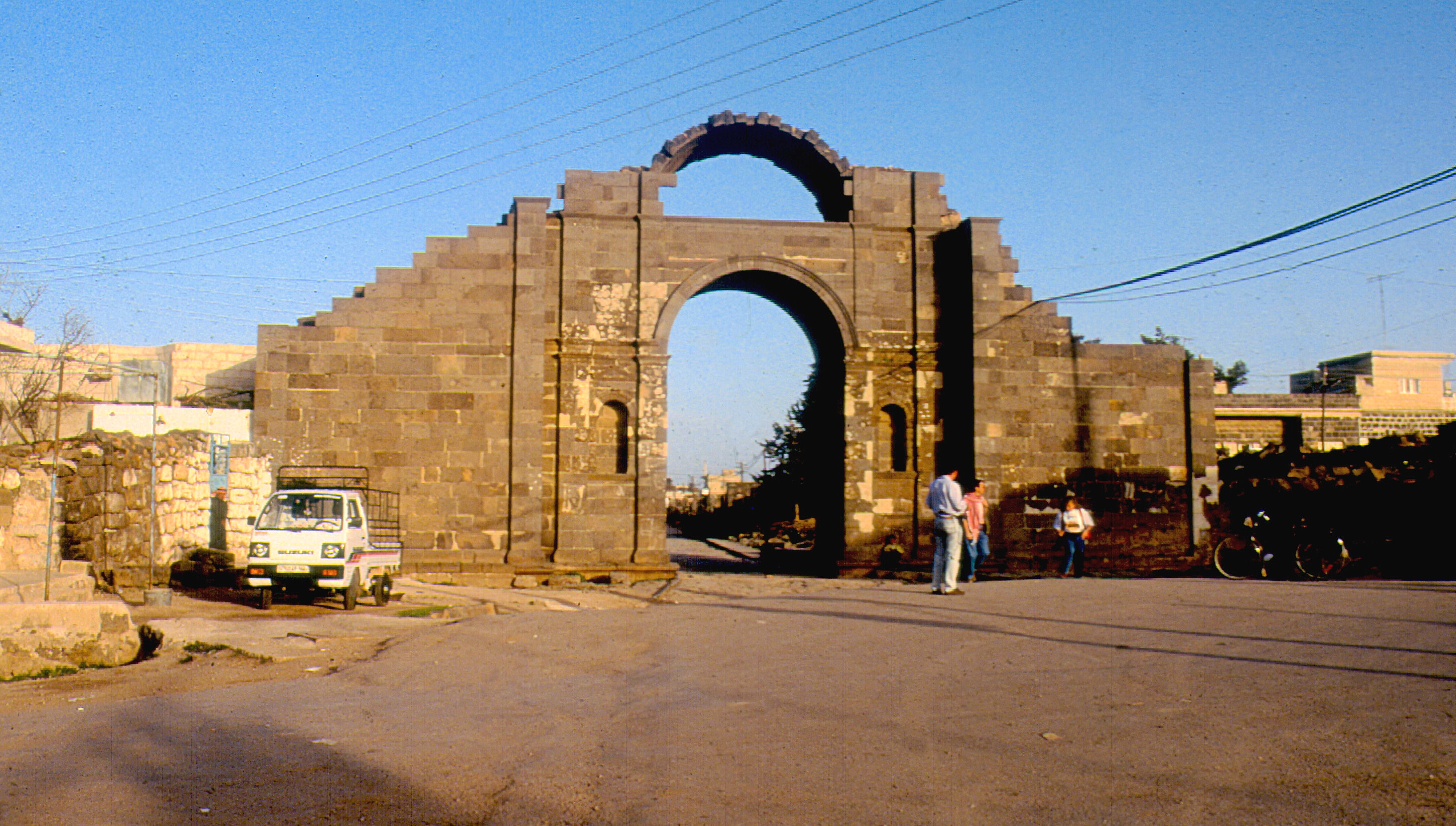
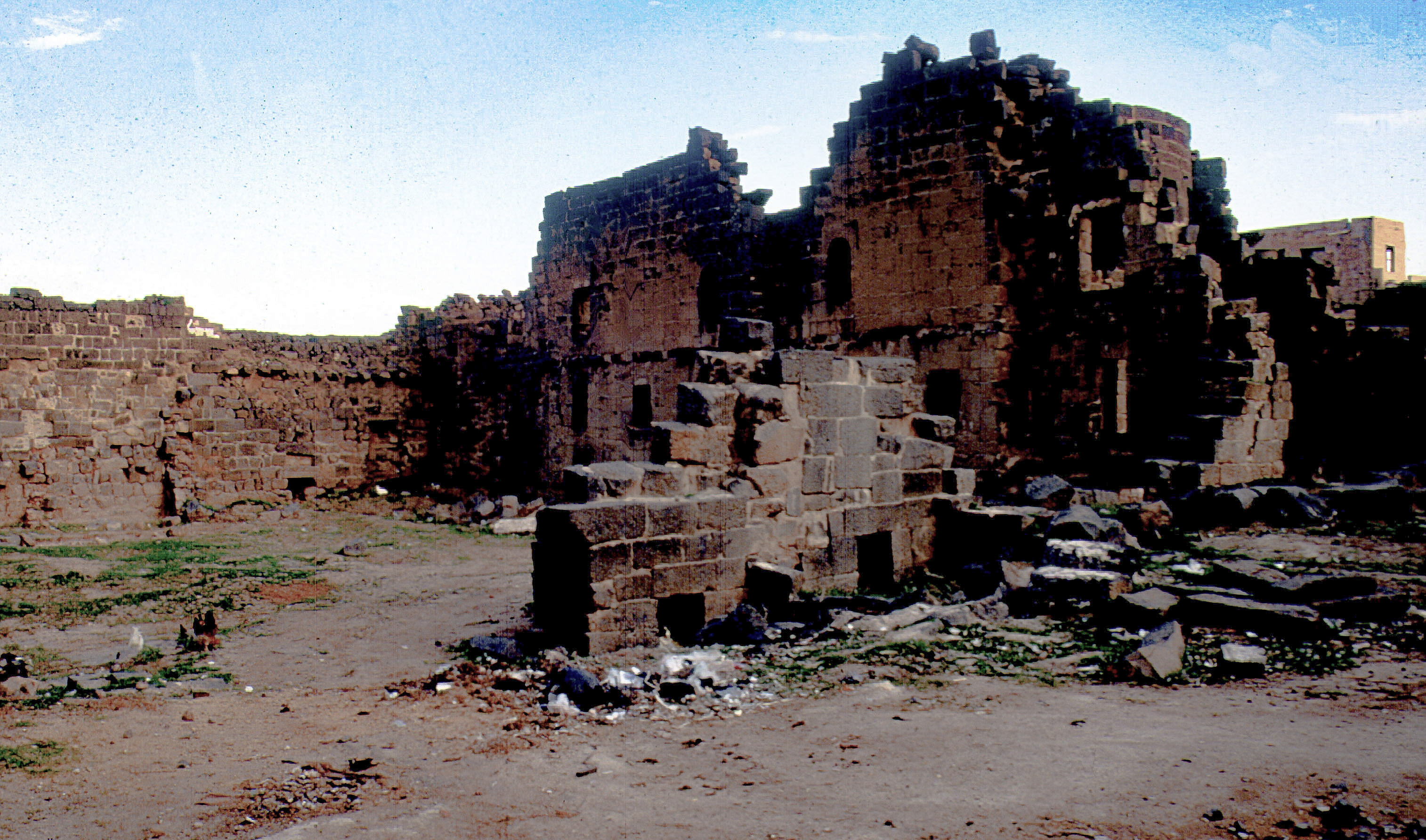
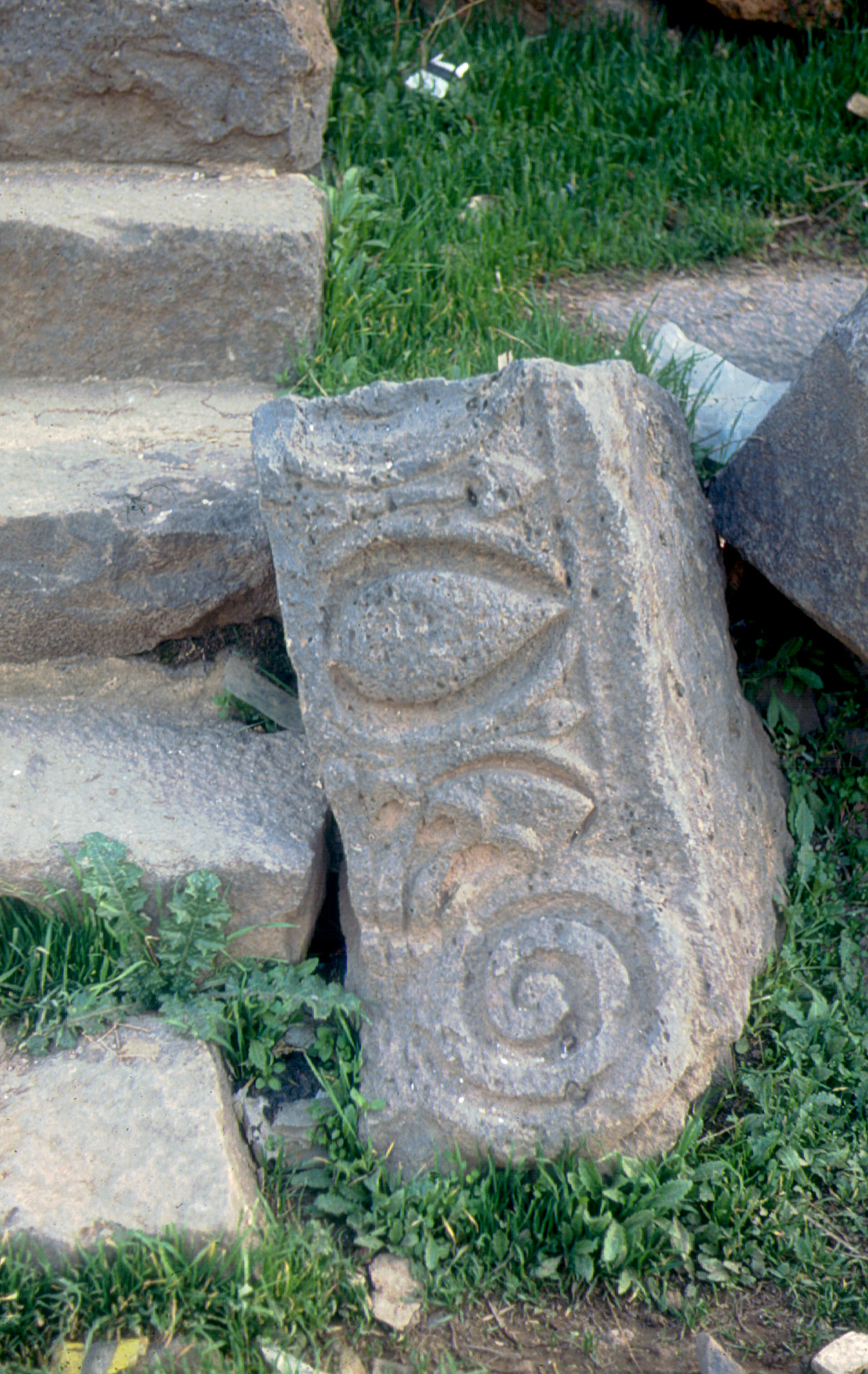
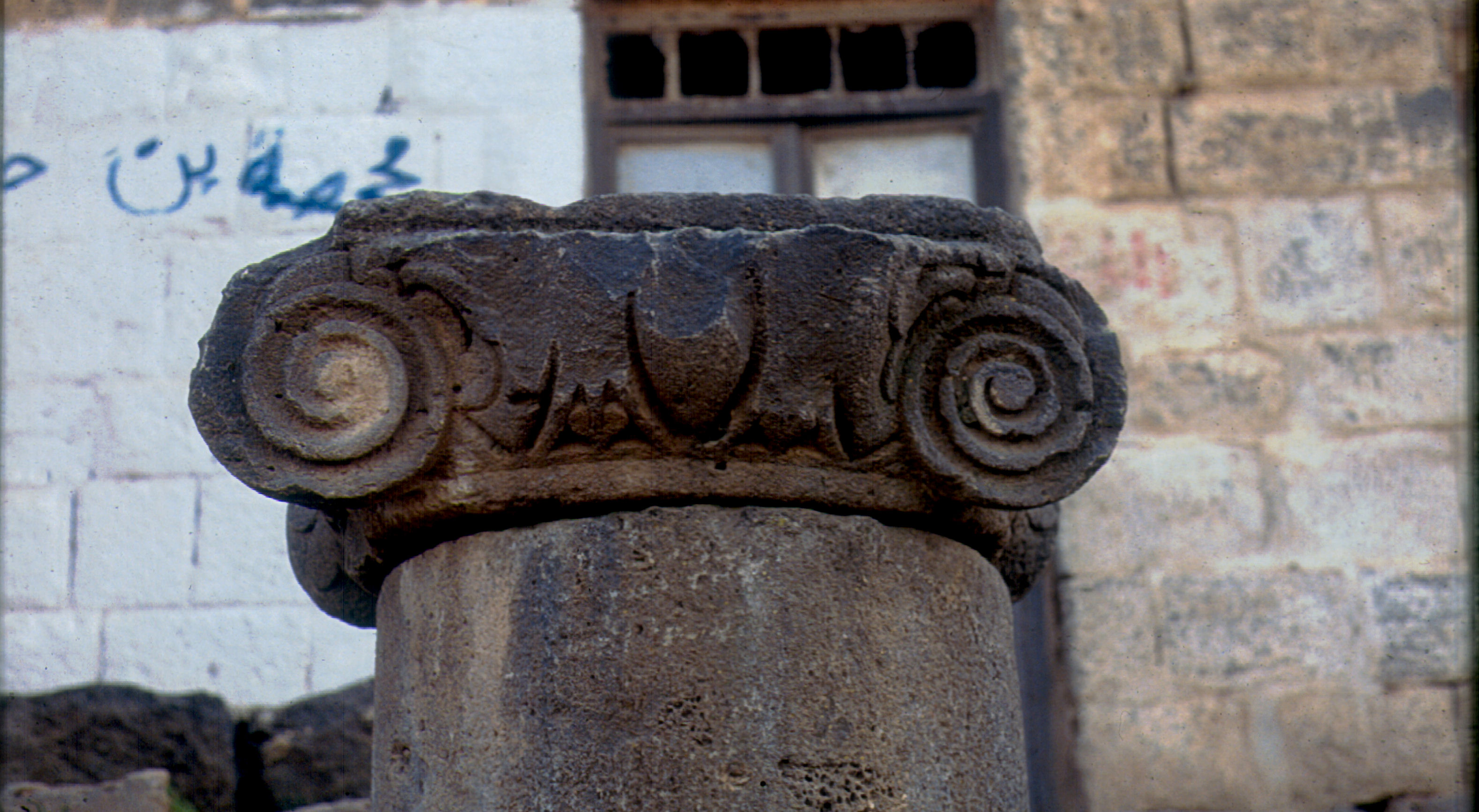
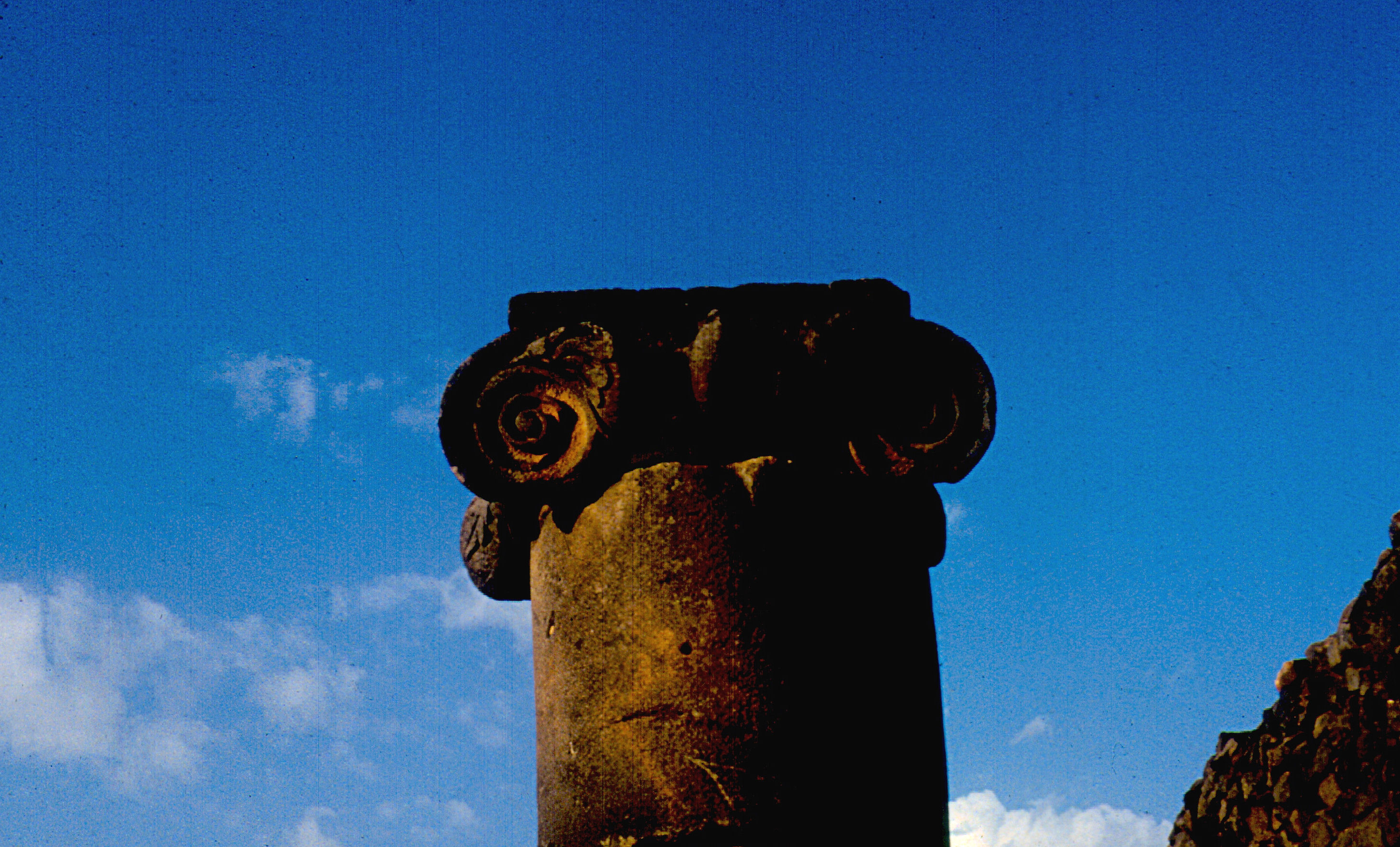
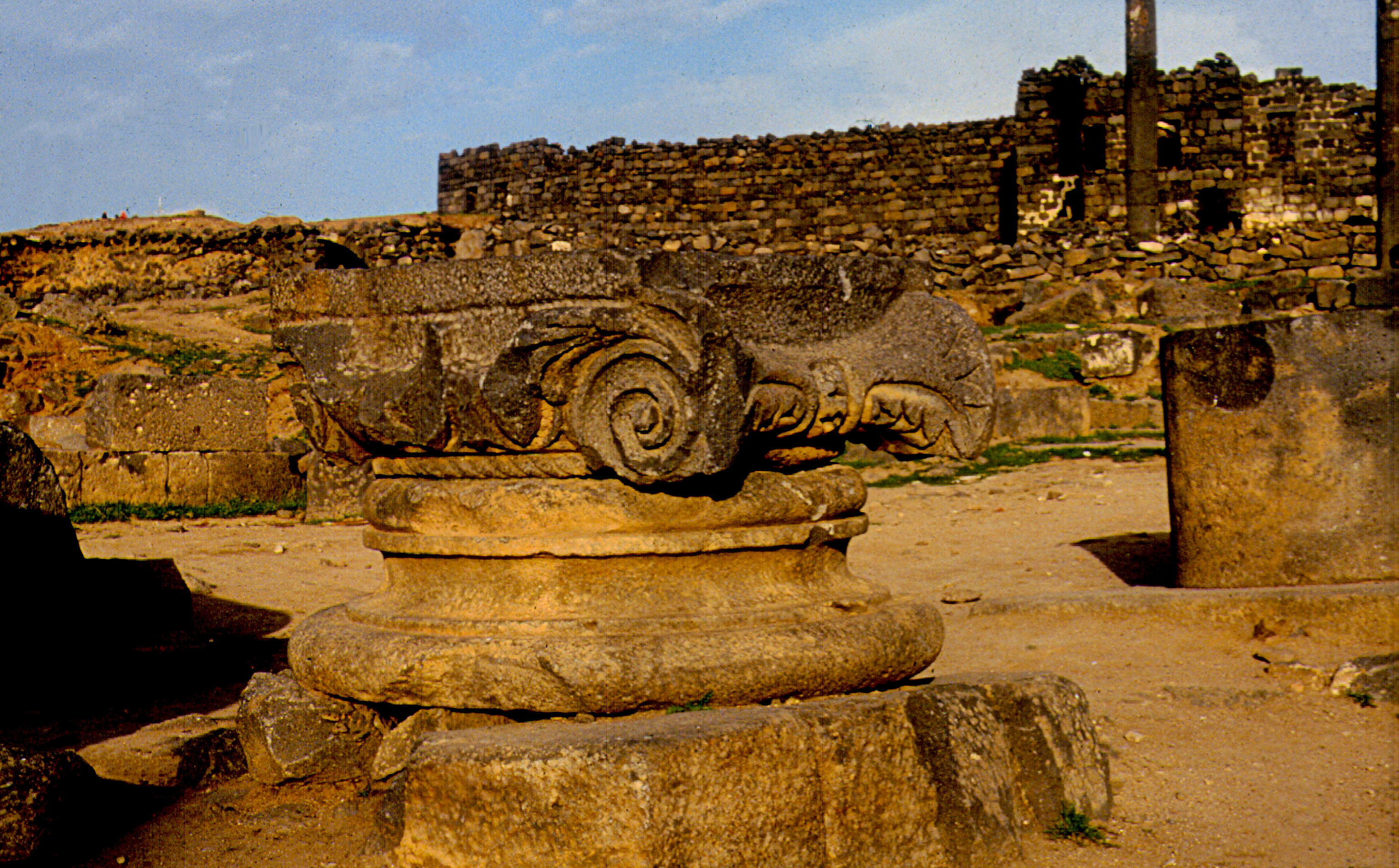
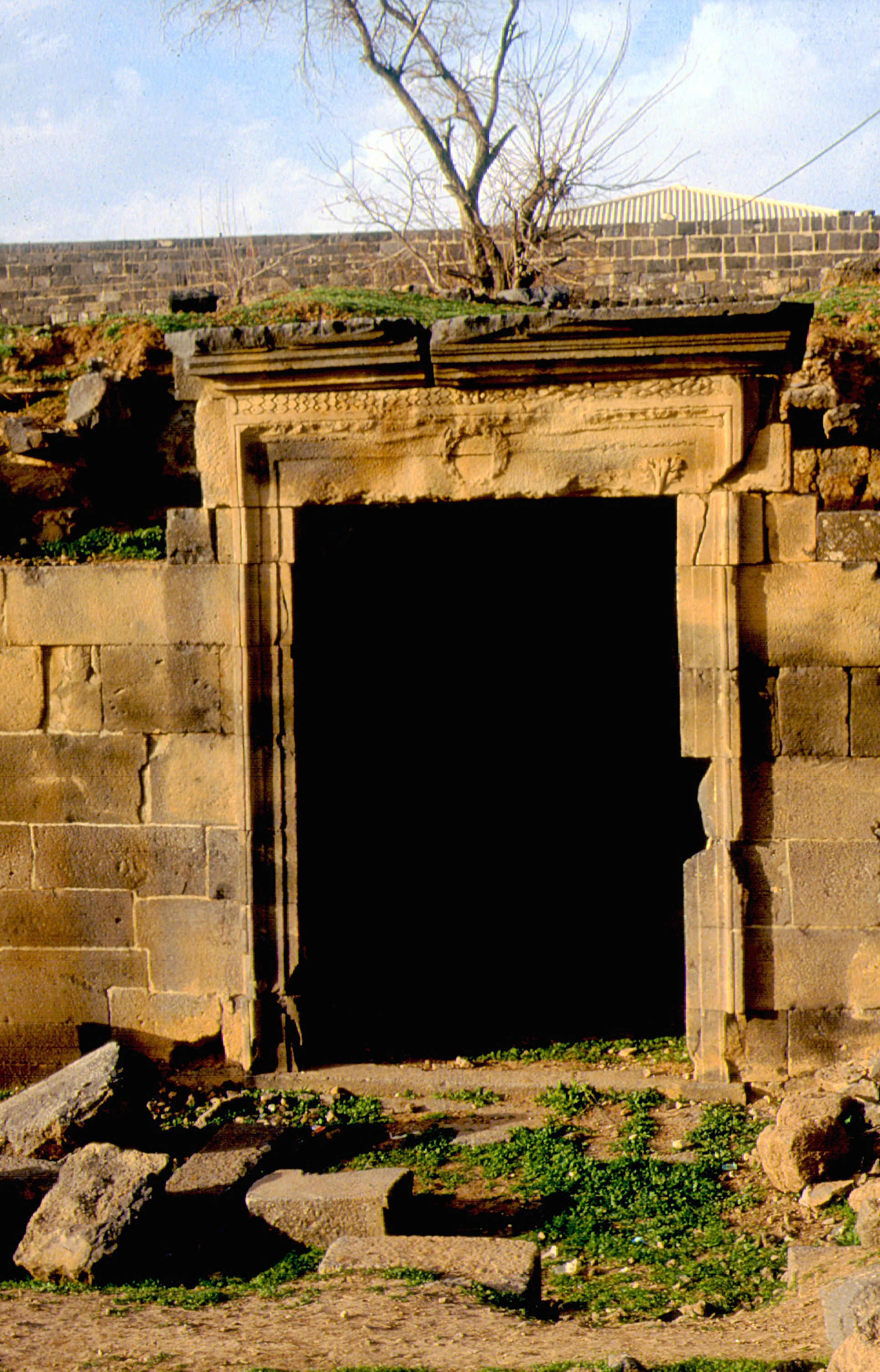